# 2018년 FIFA 월드컵 선수 명단
다음은 2018년 FIFA 월드컵에 참가한 선수들의 명단이다.
2018년 FIFA 월드컵은 2018년 6월 14일부터 7월 15일까지 러시아에서 개최될 예정인 국제 축구 대회이다. 본선에 진출한 32개 국가대표팀들은 3명의 골키퍼가 포함된 23명으로 구성된 선수 명단을 등록해야 하며 이 선수 명단에 포함된 선수들만 대회에 참가할 수 있다.
각 국가는 35명 이하로 구성된 임시 명단을 2018년 5월 14일까지 FIFA에 제출해야 하며, 확정된 23명 최종 명단은 2018년 6월 4일까지 FIFA에 제출하였다. 각 팀의 첫 경기가 시작되기 24시간 전까지 선수들의 부상이 발생할 경우, 예비 명단에 포함되지 않은 선수로 교체할 수가 있다.
선수들의 나이는 대회가 시작하는 2018년 6월 14일 기준이며, 선수들의 클럽은 대회가 시작되기 전 마지막으로 뛰었던 클럽을 기준으로 한다.

## A조

### 러시아
- 감독: 스타니슬라프 체르체소프
- 주장: 이고리 아킨페예프

28인 예비 명단은 2018년 5월 11일에 발표되었고 5월 14일에 루슬란 캄볼로프는 부상으로 인해 선수 명단에서 제외되었고 세르게이 이그나셰비치로 교체되었다. 최종 명단은 2018년 6월 3일에 발표되었다.
| 번호 | 위치 | 선수                     | 생년월일 (나이)        | 출전 | 득점 | 소속                    |
| ---- | ---- | ------------------------ | ---------------------- | ---- | ---- | ----------------------- |
| 1    | GK   | 이고리 아킨페예프 (주장) | 1986년 4월 8일(32세)   | 106  | 0    | CSKA 모스크바           |
| 2    | DF   | 마리우 페르난지스        | 1990년 9월 19일(27세)  | 5    | 0    | CSKA 모스크바           |
| 3    | DF   | 일리야 쿠테포프          | 1993년 7월 29일(24세)  | 7    | 0    | 스파르타크 모스크바     |
| 4    | DF   | 세르게이 이그나셰비치    | 1979년 7월 14일(38세)  | 128  | 8    | CSKA 모스크바           |
| 5    | DF   | 안드레이 세묘노프        | 1989년 3월 24일(29세)  | 6    | 0    | 아흐마트 그로즈니       |
| 6    | MF   | 데니스 체리셰프          | 1990년 12월 26일(27세) | 11   | 0    | 비야레알                |
| 7    | MF   | 달레르 쿠자예프          | 1993년 1월 15일(25세)  | 6    | 0    | 제니트 상트페테르부르크 |
| 8    | MF   | 유리 가진스키            | 1989년 7월 20일(28세)  | 6    | 0    | 크라스노다르            |
| 9    | MF   | 알란 자고예프            | 1990년 6월 17일(27세)  | 57   | 9    | CSKA 모스크바           |
| 10   | FW   | 표도르 스몰로프          | 1990년 2월 9일(28세)   | 32   | 12   | 크라스노다르            |
| 11   | MF   | 로만 조브닌              | 1994년 2월 11일(24세)  | 12   | 0    | 스파르타크 모스크바     |
| 12   | GK   | 안드레이 루뇨프          | 1991년 11월 13일(26세) | 3    | 0    | 제니트 상트페테르부르크 |
| 13   | DF   | 표도르 쿠드랴쇼프        | 1987년 4월 5일(31세)   | 19   | 0    | 루빈 카잔               |
| 14   | DF   | 블라디미르 그라나트      | 1987년 5월 22일(31세)  | 12   | 1    | 루빈 카잔               |
| 15   | MF   | 알렉세이 미란추크        | 1995년 10월 17일(22세) | 18   | 4    | 로코모티프 모스크바     |
| 16   | MF   | 안톤 미란추크            | 1995년 10월 17일(22세) | 6    | 0    | 로코모티프 모스크바     |
| 17   | MF   | 알렉산드르 골로빈        | 1996년 5월 30일(22세)  | 19   | 2    | CSKA 모스크바           |
| 18   | MF   | 유리 지르코프            | 1983년 8월 20일(34세)  | 84   | 2    | 제니트 상트페테르부르크 |
| 19   | MF   | 알렉산드르 사메도프      | 1984년 7월 19일(33세)  | 48   | 7    | 스파르타크 모스크바     |
| 20   | GK   | 블라디미르 가불로프      | 1983년 10월 19일(34세) | 10   | 0    | 클럽 브뤼허             |
| 21   | MF   | 알렉산드르 예로힌        | 1989년 10월 13일(28세) | 17   | 0    | 제니트 상트페테르부르크 |
| 22   | FW   | 아르툠 주바              | 1988년 8월 22일(29세)  | 23   | 11   | 아르세날 툴라           |
| 23   | DF   | 이고르 스몰니코프        | 1988년 8월 8일(29세)   | 27   | 0    | 제니트 상트페테르부르크 |

### 사우디아라비아
- 감독:  후안 안토니오 피시
- 주장: 오사마 하우사위

28인 예비 명단은 2018년 5월 17일에 발표되었고 최종 명단은 6월 4일에 발표되었다.
| 번호 | 위치 | 선수                   | 생년월일 (나이)        | 출전 | 득점 | 소속     |
| ---- | ---- | ---------------------- | ---------------------- | ---- | ---- | -------- |
| 1    | GK   | 압둘라 알마유프        | 1987년 1월 23일(31세)  | 11   | 4    | 알힐랄   |
| 2    | DF   | 만수르 알하르비        | 1987년 10월 19일(30세) | 40   | 4    | 알아흘리 |
| 3    | DF   | 오사마 하우사위 (주장) | 1984년 3월 31일(34세)  | 135  | 73   | 알힐랄   |
| 4    | DF   | 알리 알불라이히        | 1989년 11월 21일(28세) | 4    | 3    | 알힐랄   |
| 5    | DF   | 오마르 하우사위        | 1985년 9월 27일(32세)  | 42   | 14   | 알나스르 |
| 6    | DF   | 모함메드 알브레이크    | 1992년 9월 15일(25세)  | 11   | 1    | 알힐랄   |
| 7    | MF   | 살만 알파라지          | 1989년 8월 1일(28세)   | 43   | 3    | 알힐랄   |
| 8    | MF   | 야흐야 알셰흐리        | 1990년 6월 26일(27세)  | 57   | 8    | 레가네스 |
| 9    | MF   | 하탄 바흐브리          | 1992년 7월 16일(25세)  | 5    | 0    | 알샤바브 |
| 10   | FW   | 모하메드 알살라위      | 1987년 1월 10일(31세)  | 40   | 28   | 알나스르 |
| 11   | MF   | 압둘마레크 알카이브리  | 1986년 3월 13일(32세)  | 36   | 0    | 알힐랄   |
| 12   | MF   | 모하메드 칸노          | 1994년 9월 22일(23세)  | 6    | 1    | 알힐랄   |
| 13   | DF   | 야세르 알샤흐라니      | 1992년 5월 25일(26세)  | 37   | 0    | 알힐랄   |
| 14   | MF   | 압둘라 오타이프        | 1992년 8월 3일(25세)   | 16   | 1    | 알힐랄   |
| 15   | MF   | 압둘라 알카이바리      | 1996년 8월 16일(21세)  | 5    | 0    | 알샤바브 |
| 16   | MF   | 후세인 알모카위        | 1988년 3월 24일(30세)  | 18   | 1    | 알아흘리 |
| 17   | MF   | 타이시르 알자심        | 1984년 7월 25일(33세)  | 132  | 18   | 알아흘리 |
| 18   | MF   | 살렘 알다우사리        | 1991년 8월 19일(26세)  | 33   | 4    | 비야레알 |
| 19   | FW   | 파하드 알무왈라드      | 1994년 9월 14일(23세)  | 45   | 10   | 레반테   |
| 20   | FW   | 무한나드 아시리        | 1986년 10월 14일(31세) | 18   | 4    | 알아흘리 |
| 21   | GK   | 야세르 알모사일렘      | 1984년 2월 27일(34세)  | 32   | 0    | 알아흘리 |
| 22   | GK   | 모하메드 알오와이스    | 1991년 10월 10일(26세) | 6    | 0    | 알아흘리 |
| 23   | DF   | 모타즈 하우사위        | 1992년 2월 17일(26세)  | 17   | 0    | 알아흘리 |

### 이집트
- 감독:  엑토르 쿠페르
- 주장: 에삼 엘하다리

29인 예비 명단은 2018년 5월 13일에 발표되었고 최종 명단은 6월 4일에 발표되었다.
| 번호 | 위치 | 선수                 | 생년월일 (나이)        | 출전 | 득점 | 소속                  |
| ---- | ---- | -------------------- | ---------------------- | ---- | ---- | --------------------- |
| 1    | GK   | 에삼 엘하다리 (주장) | 1973년 1월 15일(45세)  | 158  | 0    | 알타아원              |
| 2    | DF   | 알리 가브르          | 1989년 1월 1일(29세)   | 21   | 1    | 웨스트브로미치 앨비언 |
| 3    | DF   | 아메드 엘모하마디    | 1987년 9월 9일(30세)   | 78   | 2    | 애스턴 빌라           |
| 4    | MF   | 오마르 가베르        | 1992년 1월 30일(26세)  | 24   | 0    | 로스앤젤레스 FC       |
| 5    | MF   | 샘 모시              | 1991년 9월 10일(26세)  | 5    | 0    | 위건 애슬레틱         |
| 6    | DF   | 아흐메드 헤가지      | 1991년 1월 25일(27세)  | 45   | 1    | 웨스트브로미치 앨비언 |
| 7    | DF   | 아흐메드 파티        | 1984년 11월 10일(33세) | 126  | 3    | 알아흘리              |
| 8    | MF   | 타레크 하메드        | 1988년 10월 24일(29세) | 21   | 0    | 자말레크              |
| 9    | FW   | 마르완 모흐센        | 1989년 2월 26일(29세)  | 24   | 4    | 알아흘리              |
| 10   | FW   | 모하메드 살라        | 1992년 6월 15일(25세)  | 57   | 33   | 리버풀                |
| 11   | FW   | 카흐라바             | 1994년 4월 13일(24세)  | 19   | 3    | 알이티하드            |
| 12   | DF   | 아이만 아쉬라프      | 1991년 4월 9일(27세)   | 4    | 0    | 알아흘리              |
| 13   | DF   | 무함마드 압델샤피    | 1985년 7월 1일(32세)   | 51   | 1    | 알파테흐              |
| 14   | FW   | 라마단 소비          | 1997년 1월 23일(21세)  | 23   | 1    | 스토크 시티           |
| 15   | DF   | 마흐무드 함디        | 1995년 6월 1일(23세)   | 0    | 0    | 자말레크              |
| 16   | GK   | 셰리프 에크라미      | 1983년 7월 10일(34세)  | 22   | 0    | 알아흘리              |
| 17   | MF   | 무함마드 엘네니      | 1992년 7월 11일(25세)  | 61   | 5    | 아스널                |
| 18   | FW   | 시카발라             | 1986년 3월 5일(32세)   | 29   | 2    | 알라에드              |
| 19   | MF   | 압달라흐 사이드      | 1985년 7월 13일(32세)  | 36   | 6    | KuPS                  |
| 20   | DF   | 사드 사미르          | 1989년 4월 1일(29세)   | 11   | 0    | 알아흘리              |
| 21   | MF   | 트레제게             | 1994년 10월 1일(23세)  | 24   | 2    | 카슴파샤              |
| 22   | FW   | 아므르 와르다        | 1993년 9월 17일(24세)  | 16   | 0    | 아트로미토스          |
| 23   | GK   | 모하메드 엘셰나위    | 1988년 12월 18일(29세) | 3    | 0    | 알아흘리              |

### 우루과이
- 감독: 오스카르 타바레스
- 주장: 디에고 고딘

26인 예비 명단은 2018년 5월 15일에 발표되었고 최종 명단은 6월 2일에 발표되었다.
| 번호 | 위치 | 선수                       | 생년월일 (나이)        | 출전 | 득점 | 소속                |
| ---- | ---- | -------------------------- | ---------------------- | ---- | ---- | ------------------- |
| 1    | GK   | 페르난도 무슬레라          | 1986년 6월 16일(31세)  | 97   | 0    | 갈라타사라이        |
| 2    | DF   | 호세 히메네스              | 1995년 1월 20일(23세)  | 42   | 5    | 아틀레티코 마드리드 |
| 3    | DF   | 디에고 고딘 (주장)         | 1986년 2월 16일(32세)  | 116  | 8    | 아틀레티코 마드리드 |
| 4    | DF   | 기예르모 바렐라            | 1993년 3월 24일(25세)  | 3    | 0    | 페냐롤              |
| 5    | MF   | 카를로스 산체스            | 1984년 12월 2일(33세)  | 36   | 1    | 몬테레이            |
| 6    | MF   | 로드리고 벤탕쿠르          | 1997년 6월 25일(20세)  | 7    | 0    | 유벤투스            |
| 7    | MF   | 크리스티안 로드리게스      | 1985년 9월 30일(32세)  | 105  | 11   | 페냐롤              |
| 8    | MF   | 나이탄 난데스              | 1995년 12월 28일(22세) | 12   | 0    | 보카 주니어스       |
| 9    | FW   | 루이스 수아레스            | 1987년 1월 24일(31세)  | 98   | 51   | 바르셀로나          |
| 10   | FW   | 히오르히안 데 아라스카에타 | 1994년 6월 1일(24세)   | 14   | 2    | 크루제이루          |
| 11   | FW   | 크리스티안 스투아니        | 1986년 10월 12일(31세) | 41   | 5    | 지로나              |
| 12   | GK   | 마르틴 캄파냐              | 1989년 5월 29일(29세)  | 1    | 0    | 인데펜디엔테        |
| 13   | DF   | 가스톤 실바                | 1994년 3월 5일(24세)   | 17   | 0    | 인데펜디엔테        |
| 14   | MF   | 루카스 토레이라            | 1996년 2월 11일(22세)  | 3    | 0    | 삼프도리아          |
| 15   | MF   | 마티아스 베시노            | 1991년 8월 24일(26세)  | 22   | 1    | 인테르나치오날레    |
| 16   | DF   | 막시밀리아노 페레이라      | 1984년 6월 8일(34세)   | 125  | 3    | 포르투              |
| 17   | MF   | 디에고 락살트              | 1993년 2월 7일(25세)   | 6    | 0    | 제노아              |
| 18   | FW   | 막시 고메스                | 1996년 8월 14일(21세)  | 5    | 0    | 셀타 비고           |
| 19   | DF   | 세바스티안 코아테스        | 1990년 10월 7일(27세)  | 30   | 1    | 스포르팅 CP         |
| 20   | FW   | 호나탄 우레타비스카야      | 1990년 3월 19일(28세)  | 4    | 0    | 몬테레이            |
| 21   | FW   | 에딘손 카바니              | 1987년 2월 14일(31세)  | 101  | 42   | 파리 생제르맹       |
| 22   | DF   | 마르틴 카세레스            | 1987년 4월 7일(31세)   | 76   | 4    | 라치오              |
| 23   | GK   | 마르틴 실바                | 1983년 3월 25일(35세)  | 11   | 0    | 바스쿠 다 가마      |

## B조

### 포르투갈
- 감독: 페르난두 산투스
- 주장: 크리스티아누 호날두

35인 예비 명단은 2018년 5월 14일에 발표되었고 최종 명단은 5월 17일에 발표되었다.
| 번호 | 위치 | 선수                       | 생년월일 (나이)        | 출전 | 득점 | 소속                |
| ---- | ---- | -------------------------- | ---------------------- | ---- | ---- | ------------------- |
| 1    | GK   | 후이 파트리시우            | 1988년 2월 15일(30세)  | 69   | 0    | 스포르팅 CP         |
| 2    | DF   | 브루누 알베스              | 1981년 11월 27일(36세) | 96   | 11   | 레인저스            |
| 3    | DF   | 페페                       | 1983년 2월 26일(35세)  | 95   | 5    | 베식타스            |
| 4    | MF   | 마누엘 페르난드스          | 1986년 2월 5일(32세)   | 14   | 3    | 로코모티프 모스크바 |
| 5    | DF   | 하파엘 게헤이루            | 1993년 12월 22일(24세) | 24   | 2    | 보루시아 도르트문트 |
| 6    | DF   | 조제 폰트                  | 1983년 12월 22일(34세) | 31   | 0    | 다롄 이팡           |
| 7    | FW   | 크리스티아누 호날두 (주장) | 1985년 2월 5일(33세)   | 150  | 81   | 레알 마드리드       |
| 8    | MF   | 조앙 모티뉴                | 1986년 9월 8일(31세)   | 110  | 7    | 모나코              |
| 9    | FW   | 안드레 실바                | 1995년 11월 6일(22세)  | 23   | 12   | 밀란                |
| 10   | MF   | 주앙 마리우                | 1993년 1월 19일(25세)  | 36   | 2    | 웨스트햄 유나이티드 |
| 11   | MF   | 베르나르두 실바            | 1994년 8월 10일(23세)  | 25   | 2    | 맨체스터 시티       |
| 12   | GK   | 안토니 로페스              | 1990년 10월 1일(27세)  | 7    | 0    | 리옹                |
| 13   | DF   | 후벵 디아스                | 1997년 5월 14일(21세)  | 1    | 0    | 벤피카              |
| 14   | MF   | 윌리앙 카르발류            | 1992년 4월 7일(26세)   | 43   | 2    | 스포르팅 CP         |
| 15   | DF   | 히카르두 페레이라          | 1993년 10월 6일(24세)  | 4    | 0    | 포르투              |
| 16   | MF   | 브루누 페르난드스          | 1994년 9월 8일(23세)   | 6    | 0    | 스포르팅 CP         |
| 17   | FW   | 곤살루 게드스              | 1996년 11월 29일(21세) | 10   | 3    | 발렌시아            |
| 18   | FW   | 젤송 마르팅스              | 1995년 5월 11일(23세)  | 18   | 0    | 스포르팅 CP         |
| 19   | DF   | 마리우 후이                | 1991년 5월 27일(27세)  | 4    | 0    | 나폴리              |
| 20   | FW   | 히카르두 쿠아레즈마        | 1983년 9월 26일(34세)  | 77   | 9    | 베식타시            |
| 21   | DF   | 세드리크 소아르스          | 1991년 8월 31일(26세)  | 29   | 1    | 사우샘프턴          |
| 22   | GK   | 베투                       | 1982년 6월 1일(36세)   | 14   | 0    | 괴즈테페            |
| 23   | MF   | 아드리엥 실바              | 1989년 3월 15일(29세)  | 23   | 1    | 레스터 시티         |

### 스페인
- 감독: 페르난도 이에로
- 주장: 세르히오 라모스

2018년 5월 21일에 최종 명단이 발표되었다. 6월 13일, 감독 훌렌 로페테기가 경질되고 페르난도 이에로가 임명되었다.
| 번호 | 위치 | 선수                   | 생년월일 (나이)        | 출전 | 득점 | 소속                |
| ---- | ---- | ---------------------- | ---------------------- | ---- | ---- | ------------------- |
| 1    | GK   | 다비드 데 헤아         | 1990년 11월 7일(27세)  | 29   | 0    | 맨체스터 유나이티드 |
| 2    | DF   | 다니 카르바할          | 1992년 1월 11일(26세)  | 15   | 0    | 레알 마드리드       |
| 3    | DF   | 제라르드 피케          | 1987년 2월 2일(31세)   | 98   | 5    | 바르셀로나          |
| 4    | DF   | 나초 페르난데스        | 1990년 1월 18일(28세)  | 17   | 0    | 레알 마드리드       |
| 5    | MF   | 세르지오 부스케츠      | 1988년 7월 16일(29세)  | 103  | 2    | 바르셀로나          |
| 6    | MF   | 안드레스 이니에스타    | 1984년 5월 11일(34세)  | 127  | 14   | 바르셀로나          |
| 7    | MF   | 사울 니게스            | 1994년 11월 21일(23세) | 10   | 0    | 아틀레티코 마드리드 |
| 8    | MF   | 코케                   | 1992년 1월 8일(26세)   | 40   | 0    | 아틀레티코 마드리드 |
| 9    | FW   | 로드리고               | 1991년 3월 6일(27세)   | 6    | 2    | 발렌시아            |
| 10   | MF   | 티아고 알칸타라        | 1991년 4월 11일(27세)  | 29   | 2    | 바이에른 뮌헨       |
| 11   | FW   | 루카스 바스케스        | 1991년 7월 1일(26세)   | 7    | 0    | 레알 마드리드       |
| 12   | DF   | 알바로 오드리오솔라    | 1995년 12월 14일(22세) | 4    | 1    | 레알 소시에다드     |
| 13   | GK   | 케파 아리사발라가      | 1994년 10월 3일(23세)  | 1    | 0    | 아틀레틱 빌바오     |
| 14   | DF   | 세사르 아스필리쿠에타  | 1989년 8월 28일(28세)  | 22   | 0    | 첼시                |
| 15   | DF   | 세르히오 라모스 (주장) | 1986년 3월 30일(32세)  | 152  | 13   | 레알 마드리드       |
| 16   | DF   | 나초 몬레알            | 1986년 2월 26일(32세)  | 22   | 1    | 아스널              |
| 17   | FW   | 이아고 아스파스        | 1987년 8월 1일(30세)   | 10   | 5    | 셀타 비고           |
| 18   | DF   | 조르디 알바            | 1989년 3월 21일(29세)  | 62   | 8    | 바르셀로나          |
| 19   | FW   | 디에고 코스타          | 1988년 10월 7일(29세)  | 20   | 7    | 아틀레티코 마드리드 |
| 20   | FW   | 마르코 아센시오        | 1996년 1월 21일(22세)  | 12   | 0    | 레알 마드리드       |
| 21   | MF   | 다비드 실바            | 1986년 1월 8일(32세)   | 121  | 35   | 맨체스터 시티       |
| 22   | MF   | 이스코                 | 1992년 4월 21일(26세)  | 28   | 10   | 레알 마드리드       |
| 23   | GK   | 페페 레이나            | 1982년 8월 31일(35세)  | 36   | 0    | 나폴리              |

### 모로코
- 감독:  에르베 르나르
- 주장: 메흐디 베나티아

26인 예비 명단은 2018년 5월 17일에 발표되었고 최종 명단은 6월 4일에 발표되었다.
| 번호 | 위치 | 선수                     | 생년월일 (나이)        | 출전 | 득점 | 소속                |
| ---- | ---- | ------------------------ | ---------------------- | ---- | ---- | ------------------- |
| 1    | GK   | 야신 부누                | 1991년 4월 5일(27세)   | 11   | 0    | 지로나              |
| 2    | DF   | 아슈라프 하키미          | 1998년 11월 4일(19세)  | 10   | 1    | 레알 마드리드       |
| 3    | DF   | 함자 멘딜                | 1997년 10월 21일(20세) | 13   | 0    | 릴                  |
| 4    | DF   | 마누엘 다 코스타         | 1986년 5월 6일(32세)   | 28   | 1    | 이스탄불 바샥셰히르 |
| 5    | DF   | 메흐디 베나티아 (주장)   | 1987년 4월 17일(31세)  | 57   | 2    | 유벤투스            |
| 6    | DF   | 로맹 사이스              | 1990년 3월 26일(28세)  | 24   | 1    | 울버햄프턴 원더러스 |
| 7    | MF   | 하킴 지예흐              | 1993년 3월 19일(25세)  | 18   | 8    | 아약스              |
| 8    | MF   | 카림 엘 아마디           | 1985년 1월 27일(33세)  | 51   | 1    | 페예노르트          |
| 9    | FW   | 아유브 엘카비            | 1993년 6월 25일(24세)  | 10   | 11   | RS 베르카네         |
| 10   | MF   | 유네스 벨랑다            | 1990년 2월 25일(28세)  | 47   | 5    | 갈라타사라이        |
| 11   | MF   | 파이살 파즈르            | 1988년 8월 1일(29세)   | 23   | 2    | 헤타페              |
| 12   | GK   | 무니르 모하메디          | 1989년 5월 10일(29세)  | 27   | 0    | 누만시아            |
| 13   | FW   | 칼리드 부타이브          | 1987년 4월 24일(31세)  | 18   | 7    | 예니 말라티아스포르 |
| 14   | MF   | 무바라크 부수파          | 1984년 8월 15일(33세)  | 59   | 7    | 알자리라            |
| 15   | MF   | 유세프 아이트 벤나세르   | 1996년 7월 7일(21세)   | 14   | 0    | 캉                  |
| 16   | MF   | 노르딘 암라바트          | 1987년 3월 31일(31세)  | 44   | 4    | 레가네스            |
| 17   | DF   | 나빌 디라르              | 1986년 2월 25일(32세)  | 34   | 3    | 페네르바흐체        |
| 18   | MF   | 아민 하리트              | 1997년 6월 18일(20세)  | 6    | 0    | 샬케 04             |
| 19   | FW   | 유세프 엔네시리          | 1997년 6월 1일(21세)   | 16   | 2    | 말라가              |
| 20   | FW   | 아지즈 부하두즈          | 1987년 3월 30일(31세)  | 15   | 3    | FC 장크트파울리     |
| 21   | MF   | 소피안 암라바트          | 1996년 8월 21일(21세)  | 6    | 0    | 페예노르트          |
| 22   | GK   | 아흐메드 레다 타그나우티 | 1996년 4월 5일(22세)   | 2    | 0    | 이티하드 탕헤르     |
| 23   | MF   | 메흐디 카르셀라          | 1989년 7월 1일(28세)   | 20   | 1    | 스탕다르 리에주     |

### 이란
- 감독:  카를루스 케이로스
- 주장: 마수드 쇼자에이

35인 예비 명단은 2018년 5월 13일에 발표되었고 5월 20일에 24명으로 축소되었다. 최종 명단은 6월 4일에 발표되었다.
| 번호 | 위치 | 선수                     | 생년월일 (나이)       | 출전 | 득점 | 소속              |
| ---- | ---- | ------------------------ | --------------------- | ---- | ---- | ----------------- |
| 1    | GK   | 알리레자 베이란반드      | 1992년 9월 21일(25세) | 22   | 0    | 페르세폴리스      |
| 2    | MF   | 메흐디 토라비            | 1994년 9월 10일(23세) | 17   | 4    | 사이파            |
| 3    | DF   | 에흐산 하지사피          | 1990년 2월 25일(28세) | 94   | 6    | 올림피아코스      |
| 4    | DF   | 루즈베 체슈미            | 1993년 7월 24일(24세) | 10   | 1    | 에스테글랄        |
| 5    | DF   | 밀라드 모함마디          | 1993년 9월 29일(24세) | 19   | 0    | 아흐마트 그로즈니 |
| 6    | MF   | 사에이드 에자톨라히      | 1996년 10월 1일(21세) | 25   | 1    | 암카르 페름       |
| 7    | MF   | 마수드 쇼자에이 (주장)   | 1984년 6월 9일(34세)  | 74   | 8    | AEK 아테네        |
| 8    | DF   | 모르테자 푸랄리간지      | 1992년 4월 19일(26세) | 27   | 2    | 알사드            |
| 9    | MF   | 오미드 에브라히미        | 1987년 9월 16일(30세) | 30   | 0    | 에스테글랄        |
| 10   | FW   | 카림 안사리파르드        | 1990년 4월 3일(28세)  | 64   | 17   | 올림피아코스      |
| 11   | MF   | 바히드 아미리            | 1988년 4월 2일(30세)  | 36   | 1    | 페르세폴리스      |
| 12   | GK   | 모함마드 라시드 마자헤리 | 1989년 5월 18일(29세) | 3    | 0    | 조브 아한         |
| 13   | DF   | 모함마드 레자 칸자데     | 1991년 5월 11일(27세) | 11   | 1    | 파디데흐          |
| 14   | FW   | 사만 고도스              | 1993년 9월 6일(24세)  | 8    | 1    | 외스테르순드      |
| 15   | DF   | 페즈만 몬타제리          | 1983년 9월 6일(34세)  | 46   | 1    | 에스테글랄        |
| 16   | FW   | 레자 구차네자드          | 1987년 9월 20일(30세) | 43   | 17   | 헤이렌베인        |
| 17   | FW   | 메흐디 타레미            | 1992년 7월 18일(25세) | 26   | 11   | 알가라파          |
| 18   | FW   | 알리레자 자한바흐슈      | 1993년 8월 11일(24세) | 38   | 4    | AZ                |
| 19   | DF   | 마지드 호세이니          | 1996년 6월 20일(21세) | 1    | 0    | 에스테글랄        |
| 20   | FW   | 사르다르 아즈문          | 1995년 1월 1일(23세)  | 33   | 23   | 루빈 카잔         |
| 21   | FW   | 아슈칸 데자가            | 1986년 7월 5일(31세)  | 46   | 9    | 노팅엄 포리스트   |
| 22   | GK   | 아미르 아베드자데        | 1993년 4월 26일(25세) | 1    | 0    | 마리티무          |
| 23   | DF   | 라민 레자에이안          | 1990년 3월 21일(28세) | 28   | 2    | 오스텐더          |

## C조

### 프랑스
- 감독: 디디에 데샹
- 주장: 위고 요리스

2018년 5월 17일에 최종 명단이 발표되었다.
| 번호 | 위치 | 선수               | 생년월일 (나이)        | 출전 | 득점 | 소속                |
| ---- | ---- | ------------------ | ---------------------- | ---- | ---- | ------------------- |
| 1    | GK   | 위고 요리스 (주장) | 1986년 12월 26일(31세) | 98   | 0    | 토트넘 홋스퍼       |
| 2    | DF   | 뱅자맹 파바르      | 1996년 3월 28일(22세)  | 6    | 0    | VfB 슈투트가르트    |
| 3    | DF   | 프레스넬 킴펨베    | 1995년 8월 13일(22세)  | 2    | 0    | 파리 생제르맹       |
| 4    | DF   | 라파엘 바란        | 1993년 4월 25일(25세)  | 42   | 2    | 레알 마드리드       |
| 5    | DF   | 사뮈엘 움티티      | 1993년 11월 14일(24세) | 19   | 2    | 바르셀로나          |
| 6    | MF   | 폴 포그바          | 1993년 3월 15일(25세)  | 54   | 9    | 맨체스터 유나이티드 |
| 7    | FW   | 앙투안 그리즈만    | 1991년 3월 21일(27세)  | 54   | 20   | 아틀레티코 마드리드 |
| 8    | FW   | 토마 르마르        | 1995년 11월 12일(22세) | 12   | 3    | 모나코              |
| 9    | FW   | 올리비에 지루      | 1986년 9월 30일(31세)  | 74   | 31   | 첼시                |
| 10   | FW   | 킬리안 음바페      | 1998년 12월 20일(19세) | 15   | 4    | 파리 생제르맹       |
| 11   | FW   | 우스만 뎀벨레      | 1997년 5월 15일(21세)  | 12   | 2    | 바르셀로나          |
| 12   | MF   | 코랑탱 톨리소      | 1994년 8월 3일(23세)   | 9    | 0    | 바이에른 뮌헨       |
| 13   | MF   | 은골로 캉테        | 1991년 3월 29일(27세)  | 24   | 1    | 첼시                |
| 14   | MF   | 블레즈 마튀이디    | 1987년 4월 9일(31세)   | 67   | 9    | 유벤투스            |
| 15   | MF   | 스티븐 은존지      | 1988년 12월 15일(29세) | 4    | 0    | 세비야              |
| 16   | GK   | 스테브 망당다      | 1985년 3월 28일(33세)  | 27   | 0    | 마르세유            |
| 17   | DF   | 아딜 라미          | 1985년 12월 27일(32세) | 35   | 1    | 마르세유            |
| 18   | FW   | 나빌 페키르        | 1993년 7월 18일(24세)  | 12   | 2    | 리옹                |
| 19   | DF   | 지브릴 시디베      | 1992년 7월 29일(25세)  | 17   | 1    | 모나코              |
| 20   | FW   | 플로리앙 토뱅      | 1993년 1월 26일(25세)  | 4    | 0    | 마르세유            |
| 21   | DF   | 루카스 에르난데스  | 1996년 2월 14일(22세)  | 5    | 0    | 아틀레티코 마드리드 |
| 22   | DF   | 뱅자맹 멘디        | 1994년 7월 17일(23세)  | 7    | 0    | 맨체스터 시티       |
| 23   | GK   | 알퐁스 아레올라    | 1993년 2월 27일(25세)  | 0    | 0    | 파리 생제르맹       |

### 오스트레일리아
- 감독:  베르트 판 마르베이크
- 주장: 마일 제디낙

32인 예비 명단은 2018년 5월 6일에 발표되었다. 5월 14일에 26인으로 축소되고 5월 28일에 27인으로 확대되었다. 이후 최종 명단은 6월 3일에 발표되었다.
| 번호 | 위치 | 선수                 | 생년월일 (나이)        | 출전 | 득점 | 소속                   |
| ---- | ---- | -------------------- | ---------------------- | ---- | ---- | ---------------------- |
| 1    | GK   | 매슈 라이언          | 1992년 4월 8일(26세)   | 44   | 0    | 브라이턴 & 호브 앨비언 |
| 2    | DF   | 밀로시 데게네크      | 1994년 4월 28일(24세)  | 18   | 0    | 요코하마 F. 마리노스   |
| 3    | DF   | 제임스 메러디스      | 1988년 4월 5일(30세)   | 2    | 0    | 밀월                   |
| 4    | FW   | 팀 케이힐            | 1979년 12월 6일(38세)  | 106  | 50   | 밀월                   |
| 5    | DF   | 마크 밀리건          | 1985년 8월 4일(32세)   | 71   | 6    | 알아흘리               |
| 6    | DF   | 매슈 저먼            | 1989년 12월 8일(28세)  | 4    | 0    | 수원 삼성 블루윙즈     |
| 7    | FW   | 매슈 레키            | 1991년 2월 4일(27세)   | 53   | 8    | 헤르타 BSC             |
| 8    | MF   | 마시모 루옹고        | 1992년 9월 25일(25세)  | 36   | 5    | 퀸스 파크 레인저스     |
| 9    | FW   | 토미 유리치          | 1991년 7월 22일(26세)  | 35   | 8    | 루체른                 |
| 10   | FW   | 로비 크루즈          | 1988년 10월 5일(29세)  | 64   | 5    | VfL 보훔               |
| 11   | FW   | 앤드루 나부트        | 1992년 12월 17일(25세) | 4    | 1    | 우라와 레드 다이아몬즈 |
| 12   | GK   | 브래드 존스          | 1982년 3월 19일(36세)  | 6    | 0    | 페예노르트             |
| 13   | MF   | 에런 무이            | 1990년 9월 15일(27세)  | 34   | 5    | 허더즈필드 타운        |
| 14   | FW   | 제이미 매클래런      | 1993년 7월 29일(24세)  | 6    | 0    | 하이버니언             |
| 15   | MF   | 밀레 예디나크 (주장) | 1984년 8월 3일(33세)   | 76   | 18   | 애스턴 빌라            |
| 16   | DF   | 아지즈 베히치        | 1990년 12월 16일(27세) | 23   | 2    | 부르사스포르           |
| 17   | FW   | 대니얼 아르자니      | 1999년 1월 4일(19세)   | 2    | 1    | 멜버른 시티            |
| 18   | GK   | 대니 부코비치        | 1985년 3월 27일(33세)  | 1    | 0    | 헹크                   |
| 19   | DF   | 조시 리즈던          | 1992년 7월 27일(25세)  | 8    | 0    | 웨스턴 시드니 원더러스 |
| 20   | DF   | 트렌트 세인스버리    | 1992년 1월 5일(26세)   | 35   | 3    | 그라스호퍼             |
| 21   | FW   | 디미트리 페트라토스  | 1992년 11월 10일(25세) | 2    | 0    | 뉴캐슬 제츠            |
| 22   | MF   | 잭슨 어빈            | 1993년 3월 7일(25세)   | 19   | 2    | 헐 시티                |
| 23   | MF   | 톰 로기치            | 1992년 12월 16일(25세) | 37   | 7    | 셀틱                   |

### 페루
- 감독:  리카르도 가레카
- 주장: 파올로 게레로

24인 예비 명단은 2018년 5월 16일에 발표되었고 최종 명단이 임시적으로 5월 30일에 발표되었다. 이후 5월 31일에 파올로 게레로의 도핑 징계가 축소된 이후 24인으로 확장되고 6월 4일에 최종 명단이 발표되었다.
| 번호 | 위치 | 선수                 | 생년월일 (나이)        | 출전 | 득점 | 소속                |
| ---- | ---- | -------------------- | ---------------------- | ---- | ---- | ------------------- |
| 1    | GK   | 페드로 가예세        | 1990년 2월 23일(28세)  | 38   | 0    | 베라크루스          |
| 2    | DF   | 알베르토 로드리게스  | 1984년 3월 31일(34세)  | 59   | 0    | 후니오르            |
| 3    | DF   | 알도 코르소          | 1989년 5월 20일(29세)  | 25   | 0    | 우니베르시타리오    |
| 4    | DF   | 안데르손 산타마리아  | 1992년 1월 10일(26세)  | 4    | 0    | 푸에블라            |
| 5    | DF   | 미겔 아라우호        | 1994년 10월 24일(23세) | 7    | 0    | 알리안사 리마       |
| 6    | DF   | 미겔 트라우코        | 1992년 8월 25일(25세)  | 27   | 0    | 플라멩구            |
| 7    | MF   | 파올로 우르타도      | 1990년 7월 27일(27세)  | 31   | 3    | 비토리아            |
| 8    | MF   | 크리스티안 쿠에바    | 1991년 11월 23일(26세) | 44   | 8    | 상파울루            |
| 9    | FW   | 파올로 게레로 (주장) | 1984년 1월 1일(34세)   | 88   | 34   | 플라멩구            |
| 10   | FW   | 헤페르손 파르판      | 1984년 10월 26일(33세) | 84   | 25   | 로코모티프 모스크바 |
| 11   | FW   | 라울 루이디아스      | 1990년 7월 25일(27세)  | 30   | 4    | 모렐리아            |
| 12   | GK   | 카를로스 카세다      | 1991년 9월 27일(26세)  | 4    | 0    | 데포르티보 무니시팔 |
| 13   | MF   | 레나토 타피아        | 1995년 7월 28일(22세)  | 23   | 1    | 페예노르트          |
| 14   | MF   | 안디 폴로            | 1994년 9월 29일(23세)  | 17   | 1    | 포틀랜드 팀버스     |
| 15   | DF   | 크리스티안 라모스    | 1988년 11월 4일(29세)  | 66   | 3    | 베라크루스          |
| 16   | MF   | 윌데르 카르타헤나    | 1994년 9월 23일(23세)  | 3    | 0    | 베라크루스          |
| 17   | DF   | 루이스 아드빈쿨라    | 1990년 3월 2일(28세)   | 65   | 0    | 로보스 BUAP         |
| 18   | FW   | 안드레 카리요        | 1991년 6월 14일(27세)  | 45   | 5    | 왓퍼드              |
| 19   | MF   | 요시마르 요툰        | 1990년 4월 7일(28세)   | 79   | 2    | 올랜도 시티         |
| 20   | FW   | 에디손 플로레스      | 1994년 5월 14일(24세)  | 29   | 9    | 올보르 BK           |
| 21   | GK   | 호세 카바요          | 1986년 3월 1일(32세)   | 6    | 0    | UTC 카자마르카      |
| 22   | DF   | 닐손 로욜라          | 1994년 10월 26일(23세) | 3    | 0    | FBC 멜가            |
| 23   | MF   | 페드로 아키노        | 1995년 4월 13일(23세)  | 13   | 0    | 로보스 BUAP         |

### 덴마크
- 감독:  오게 하레이데
- 주장: 시몬 키예르

35인 예비 명단은 2018년 5월 14일에 발표되었고 5월 27일에 27명으로 축소되었다. 최종 명단은 6월 3일에 발표되었다.
| 번호 | 위치 | 선수                    | 생년월일 (나이)       | 출전 | 득점 | 소속                    |
| ---- | ---- | ----------------------- | --------------------- | ---- | ---- | ----------------------- |
| 1    | GK   | 카스페르 슈마이켈       | 1986년 11월 5일(31세) | 35   | 0    | 레스터 시티             |
| 2    | MF   | 미카엘 크론델리         | 1983년 6월 6일(35세)  | 59   | 6    | 데포르티보 라코루냐     |
| 3    | DF   | 야니크 베스테르고르     | 1992년 8월 3일(25세)  | 16   | 1    | 보루시아 묀헨글라트바흐 |
| 4    | DF   | 시몬 키예르 (주장)      | 1989년 3월 26일(29세) | 78   | 3    | 세비야                  |
| 5    | DF   | 요나스 크누센           | 1992년 9월 16일(25세) | 3    | 0    | 입스위치 타운           |
| 6    | DF   | 안드레아스 크리스텐센   | 1996년 4월 10일(22세) | 16   | 1    | 첼시                    |
| 7    | MF   | 빌리암 크비스트         | 1985년 2월 24일(33세) | 80   | 2    | 코펜하겐                |
| 8    | MF   | 토마스 딜레이니         | 1991년 9월 3일(26세)  | 27   | 4    | 베르더 브레멘           |
| 9    | FW   | 니콜라이 예르겐센       | 1991년 1월 15일(27세) | 31   | 8    | 페예노르트              |
| 10   | MF   | 크리스티안 에릭센       | 1992년 2월 14일(26세) | 78   | 22   | 토트넘 홋스퍼           |
| 11   | FW   | 마르틴 브레이스웨이트   | 1991년 6월 5일(27세)  | 20   | 1    | 보르도                  |
| 12   | FW   | 카스페르 돌베르         | 1997년 10월 6일(20세) | 6    | 1    | 아약스                  |
| 13   | DF   | 마티아스 예르겐센       | 1990년 4월 23일(28세) | 12   | 0    | 허더즈필드 타운         |
| 14   | DF   | 헨리크 달스고르         | 1989년 7월 27일(28세) | 11   | 0    | 브렌트퍼드              |
| 15   | FW   | 빅토르 피셰르           | 1994년 6월 9일(24세)  | 19   | 3    | 코펜하겐                |
| 16   | GK   | 요나스 뢰슬             | 1989년 2월 1일(29세)  | 1    | 0    | 허더즈필드 타운         |
| 17   | DF   | 옌스 스트뤼게르 라르센  | 1991년 2월 21일(27세) | 13   | 1    | 우디네세                |
| 18   | MF   | 루카스 레라게르         | 1993년 7월 12일(24세) | 4    | 0    | 보르도                  |
| 19   | MF   | 라세 쇠네               | 1986년 5월 27일(32세) | 36   | 3    | 아약스                  |
| 20   | FW   | 유수프 포울센           | 1994년 6월 15일(23세) | 28   | 4    | RB 라이프치히           |
| 21   | FW   | 안드레아스 코르넬리우스 | 1993년 3월 16일(25세) | 18   | 4    | 아탈란타                |
| 22   | GK   | 프레데리크 뢰노브       | 1992년 8월 4일(25세)  | 6    | 0    | 브뢴뷔                  |
| 23   | FW   | 피오네 시스토           | 1995년 2월 4일(23세)  | 14   | 1    | 셀타 비고               |

## D조

### 아르헨티나
- 감독: 호르헤 삼파올리
- 주장: 리오넬 메시

35인 예비 명단은 2018년 5월 14일에 발표되었고 최종 명단은 5월 21일에 발표되었다. 5월 23일, 세르히오 로메로는 부상으로 인해 선수 명단에서 제외되었고 나우엘 구스만으로 교체되었다. 6월 9일, 마누엘 란시니는 부상으로 인해 선수 명단에서 제외되었고 엔소 페레스로 교체되었다.
| 번호 | 위치 | 선수                | 생년월일 (나이)        | 출전 | 득점 | 소속                |
| ---- | ---- | ------------------- | ---------------------- | ---- | ---- | ------------------- |
| 1    | GK   | 나우엘 구스만       | 1986년 2월 10일(32세)  | 6    | 0    | UANL                |
| 2    | DF   | 가브리엘 메르카도   | 1987년 3월 18일(31세)  | 20   | 3    | 세비야              |
| 3    | DF   | 니콜라스 탈리아피코 | 1992년 8월 31일(25세)  | 4    | 0    | 아약스              |
| 4    | DF   | 크리스티안 안살디   | 1986년 9월 20일(31세)  | 5    | 0    | 토리노              |
| 5    | MF   | 루카스 비글리아     | 1986년 1월 30일(32세)  | 57   | 1    | 밀란                |
| 6    | DF   | 페데리코 파시오     | 1987년 1월 30일(31세)  | 9    | 1    | 로마                |
| 7    | MF   | 에베르 바네가       | 1988년 6월 29일(29세)  | 62   | 6    | 세비야              |
| 8    | DF   | 마르코스 아쿠냐     | 1991년 10월 28일(26세) | 10   | 0    | 스포르팅 CP         |
| 9    | FW   | 곤살로 이과인       | 1987년 12월 10일(30세) | 71   | 31   | 유벤투스            |
| 10   | FW   | 리오넬 메시 (주장)  | 1987년 6월 24일(30세)  | 124  | 64   | 바르셀로나          |
| 11   | MF   | 앙헬 디 마리아      | 1988년 5월 21일(30세)  | 94   | 19   | 파리 생제르맹       |
| 12   | GK   | 프랑코 아르마니     | 1986년 10월 16일(31세) | 0    | 0    | 리버 플레이트       |
| 13   | MF   | 막시밀리아노 메사   | 1992년 1월 15일(26세)  | 2    | 0    | 인데펜디엔테        |
| 14   | MF   | 하비에르 마스체라노 | 1984년 6월 8일(34세)   | 143  | 3    | 허베이 화샤 싱푸    |
| 15   | MF   | 엔소 페레스         | 1986년 2월 22일(32세)  | 23   | 1    | 리버 플레이트       |
| 16   | DF   | 마르코스 로호       | 1990년 11월 28일(27세) | 56   | 2    | 맨체스터 유나이티드 |
| 17   | DF   | 니콜라스 오타멘디   | 1988년 7월 5일(29세)   | 54   | 4    | 맨체스터 시티       |
| 18   | MF   | 에두아르도 살비오   | 1990년 7월 13일(27세)  | 9    | 0    | 벤피카              |
| 19   | FW   | 세르히오 아구에로   | 1988년 6월 2일(30세)   | 85   | 37   | 맨체스터 시티       |
| 20   | MF   | 조바니 로 셀소      | 1996년 4월 9일(22세)   | 5    | 0    | 파리 생제르맹       |
| 21   | FW   | 파울로 디발라       | 1993년 11월 15일(24세) | 12   | 0    | 유벤투스            |
| 22   | MF   | 크리스티안 파본     | 1996년 1월 21일(22세)  | 5    | 0    | 보카 주니어스       |
| 23   | GK   | 윌리 카바예로       | 1981년 9월 28일(36세)  | 3    | 0    | 첼시                |

### 아이슬란드
- 감독: 헤이미르 할그림손
- 주장: 아론 귄나르손

2018년 5월 11일에 최종 명단이 발표되었다.
| 번호 | 위치 | 선수                           | 생년월일 (나이)        | 출전 | 득점 | 소속                      |
| ---- | ---- | ------------------------------ | ---------------------- | ---- | ---- | ------------------------- |
| 1    | GK   | 하네스 돌 할도르손             | 1984년 4월 27일(34세)  | 49   | 0    | 라네르스                  |
| 2    | DF   | 비르키르 마르 사에바르손       | 1984년 11월 11일(33세) | 79   | 12   | 발루르                    |
| 3    | DF   | 사무엘 프리드욘손              | 1996년 2월 22일(22세)  | 4    | 1    | 볼레렝아                  |
| 4    | FW   | 알베르트 그뷔드뮌손            | 1997년 6월 15일(20세)  | 5    | 3    | PSV 에인트호번            |
| 5    | DF   | 스베리르 잉기 잉가손           | 1993년 8월 5일(24세)   | 20   | 3    | 로스토프                  |
| 6    | DF   | 라그나르 시귀르드손            | 1986년 6월 19일(31세)  | 77   | 3    | 로스토프                  |
| 7    | MF   | 요한 베르그 그뷔드뮌손         | 1990년 10월 27일(27세) | 67   | 7    | 번리                      |
| 8    | MF   | 비르키르 비아르드나손          | 1988년 5월 27일(30세)  | 67   | 9    | 애스턴 빌라               |
| 9    | FW   | 뵈른 베르그만 시구르다르손     | 1991년 2월 26일(27세)  | 12   | 1    | 로스토프                  |
| 10   | MF   | 길비 시귀르드손                | 1989년 9월 8일(28세)   | 57   | 19   | 에버턴                    |
| 11   | FW   | 알프레드 핀보가손              | 1989년 2월 1일(29세)   | 47   | 13   | 아우크스부르크            |
| 12   | GK   | 프레데리크 슈람                | 1995년 1월 19일(23세)  | 4    | 0    | 로스킬레                  |
| 13   | GK   | 루나르 알렉스 루나르손         | 1995년 2월 18일(23세)  | 3    | 0    | 노르셸란                  |
| 14   | DF   | 카리 아르나손                  | 1982년 10월 13일(35세) | 67   | 5    | 애버딘                    |
| 15   | DF   | 올마르 온 에이욜프손           | 1990년 8월 6일(27세)   | 10   | 1    | 레프스키 소피아           |
| 16   | MF   | 올라푸르 스쿨라손              | 1983년 4월 1일(35세)   | 36   | 1    | 카르데미르 카라뷔크스포르 |
| 17   | MF   | 아론 귄나르손 (주장)           | 1989년 4월 22일(29세)  | 77   | 2    | 카디프 시티               |
| 18   | DF   | 회르뒤르 마그누손              | 1993년 2월 11일(25세)  | 16   | 2    | 브리스틀 시티             |
| 19   | MF   | 루리크 기슬라손                | 1988년 2월 25일(30세)  | 47   | 3    | SV 잔트하우젠             |
| 20   | MF   | 에밀 하들프레손                | 1984년 6월 29일(33세)  | 64   | 1    | 우디네세                  |
| 21   | MF   | 아르드노르 잉그비 트라우스타손 | 1993년 4월 30일(25세)  | 19   | 5    | 말뫼                      |
| 22   | FW   | 욘 다디 뵈드바르손             | 1992년 5월 25일(26세)  | 38   | 2    | 레딩                      |
| 23   | DF   | 아리 프레이르 스쿨라손         | 1987년 5월 14일(31세)  | 56   | 0    | 로케런                    |

### 크로아티아
- 감독: 즐라트코 달리치
- 주장: 루카 모드리치

32인 예비 명단은 2018년 5월 14일에 발표되었고 5월 21일에 24명으로 축소되었다. 최종 명단은 6월 4일에 발표되었다.
| 번호 | 위치 | 선수                 | 생년월일 (나이)        | 출전 | 득점 | 소속                      |
| ---- | ---- | -------------------- | ---------------------- | ---- | ---- | ------------------------- |
| 1    | GK   | 도미니크 리바코비치  | 1995년 1월 9일(23세)   | 1    | 0    | 디나모 자그레브           |
| 2    | DF   | 시메 브르살코        | 1992년 1월 10일(26세)  | 35   | 0    | 아틀레티코 마드리드       |
| 3    | DF   | 이반 스트리니치      | 1987년 7월 17일(30세)  | 43   | 0    | 삼프도리아                |
| 4    | FW   | 이반 페리시치        | 1989년 2월 2일(29세)   | 66   | 18   | 인테르나치오날레          |
| 5    | DF   | 베드란 초를루카      | 1986년 2월 5일(32세)   | 99   | 4    | 로코모티프 모스크바       |
| 6    | DF   | 데얀 로브렌          | 1989년 7월 5일(28세)   | 39   | 2    | 리버풀                    |
| 7    | MF   | 이반 라키티치        | 1988년 3월 10일(30세)  | 92   | 14   | 바르셀로나                |
| 8    | MF   | 마테오 코바치치      | 1994년 5월 6일(24세)   | 41   | 1    | 레알 마드리드             |
| 9    | FW   | 안드레이 크라마리치  | 1991년 6월 19일(26세)  | 31   | 9    | 1899 호펜하임             |
| 10   | MF   | 루카 모드리치 (주장) | 1985년 9월 9일(32세)   | 106  | 12   | 레알 마드리드             |
| 11   | MF   | 마르첼로 브로조비치  | 1992년 11월 16일(25세) | 35   | 6    | 인테르나치오날레          |
| 12   | GK   | 로브레 칼리니치      | 1990년 4월 3일(28세)   | 11   | 0    | 헨트                      |
| 13   | DF   | 틴 예드바이          | 1995년 11월 28일(22세) | 12   | 0    | 바이어 레버쿠젠           |
| 14   | MF   | 필리프 브라다리치    | 1992년 1월 11일(26세)  | 4    | 0    | 리예카                    |
| 15   | DF   | 두예 찰레타차르      | 1996년 9월 17일(21세)  | 1    | 0    | 레드불 잘츠부르크         |
| 16   | FW   | 니콜라 칼리니치      | 1988년 1월 5일(30세)   | 42   | 15   | 밀란                      |
| 17   | FW   | 마리오 만주키치      | 1986년 5월 21일(32세)  | 83   | 30   | 유벤투스                  |
| 18   | FW   | 안테 레비치          | 1993년 9월 21일(24세)  | 16   | 1    | 아인트라흐트 프랑크푸르트 |
| 19   | MF   | 밀란 바델            | 1989년 2월 25일(29세)  | 38   | 1    | 피오렌티나                |
| 20   | FW   | 마르코 퍄차          | 1995년 5월 6일(23세)   | 16   | 1    | 샬케 04                   |
| 21   | DF   | 도마고이 비다        | 1989년 4월 29일(29세)  | 59   | 2    | 베식타시                  |
| 22   | DF   | 요시프 피바리치      | 1989년 1월 30일(29세)  | 19   | 0    | 디나모 키예프             |
| 23   | GK   | 다니옐 수바시치      | 1984년 10월 27일(33세) | 38   | 0    | 모나코                    |

### 나이지리아
- 감독:  게르노트 로어
- 주장: 존 오비 미켈

30인 예비 명단은 2018년 5월 14일에 발표되었고 5월 27일에 모지스 사이먼의 부상으로 29인으로 축소되었다. 이후 5월 30일에 25인으로 축소되었고 최종 명단은 6월 4일에 발표되었다.
| 번호 | 위치 | 선수                | 생년월일 (나이)        | 출전 | 득점 | 소속                |
| ---- | ---- | ------------------- | ---------------------- | ---- | ---- | ------------------- |
| 1    | GK   | 이케추쿠 에젠와     | 1988년 10월 16일(29세) | 24   | 4    | 에님바              |
| 2    | DF   | 브라이언 이도우     | 1992년 5월 18일(26세)  | 5    | 1    | 암카르 페름         |
| 3    | DF   | 우와 에치에질레     | 1988년 1월 20일(30세)  | 62   | 3    | 세르클러 브뤼허     |
| 4    | MF   | 윌프레드 은디디     | 1996년 12월 16일(21세) | 17   | 0    | 레스터 시티         |
| 5    | DF   | 윌리엄 트루스트에콩 | 1993년 9월 1일(24세)   | 22   | 1    | 부르사스포르        |
| 6    | DF   | 레온 발로군         | 1988년 6월 28일(29세)  | 19   | 0    | 마인츠 05           |
| 7    | FW   | 아흐메드 무사       | 1992년 10월 14일(25세) | 72   | 13   | CSKA 모스크바       |
| 8    | MF   | 오게네카로 에테보   | 1995년 11월 9일(22세)  | 14   | 1    | 라스팔마스          |
| 9    | FW   | 오디온 이갈로       | 1989년 6월 16일(28세)  | 19   | 4    | 창춘 야타이         |
| 10   | MF   | 존 오비 미켈 (주장) | 1987년 4월 22일(31세)  | 85   | 6    | 톈진 테다           |
| 11   | FW   | 빅터 모지스         | 1990년 12월 12일(27세) | 34   | 11   | 첼시                |
| 12   | DF   | 셰후 압둘라히       | 1993년 3월 12일(25세)  | 25   | 0    | 부르사스포르        |
| 13   | FW   | 시메온 은완코       | 1992년 5월 7일(26세)   | 2    | 0    | 크로토네            |
| 14   | FW   | 켈레치 이헤아나초   | 1996년 3월 10일(22세)  | 18   | 8    | 레스터 시티         |
| 15   | MF   | 조엘 추쿠우마 오비  | 1991년 5월 22일(27세)  | 17   | 0    | 토리노              |
| 16   | GK   | 다니엘 아크페이     | 1986년 3월 8일(32세)   | 7    | 0    | 치파 유나이티드     |
| 17   | MF   | 오게니 오나지       | 1992년 12월 25일(25세) | 52   | 1    | 트라브존스포르르    |
| 18   | FW   | 앨릭스 이워비       | 1996년 5월 3일(22세)   | 19   | 5    | 아스널              |
| 19   | MF   | 존 오구             | 1988년 4월 20일(30세)  | 20   | 2    | 하포엘 베르셰바     |
| 20   | DF   | 치도지에 아와지엠   | 1997년 1월 1일(21세)   | 4    | 0    | 낭트                |
| 21   | DF   | 타이론 에부에히     | 1995년 12월 16일(22세) | 7    | 0    | ADO 덴하흐          |
| 22   | DF   | 케네스 오메루오     | 1993년 10월 17일(24세) | 39   | 0    | 카슴파샤            |
| 23   | GK   | 프란시스 우조호     | 1998년 10월 28일(19세) | 6    | 0    | 데포르티보 라코루냐 |

## E조

### 브라질
- 감독: 치치
- 주장: 마르셀루

2018년 5월 14일에 최종 명단이 발표되었다.
| 번호 | 위치 | 선수              | 생년월일 (나이)       | 출전 | 득점 | 소속                |
| ---- | ---- | ----------------- | --------------------- | ---- | ---- | ------------------- |
| 1    | GK   | 알리송            | 1992년 10월 2일(25세) | 26   | 0    | 로마                |
| 2    | DF   | 치아구 시우바     | 1984년 9월 22일(33세) | 71   | 5    | 파리 생제르맹       |
| 3    | DF   | 미란다            | 1984년 9월 7일(33세)  | 47   | 2    | 인테르나치오날레    |
| 4    | DF   | 페드루 제루메우   | 1985년 9월 21일(32세) | 2    | 0    | 그레미우            |
| 5    | MF   | 카제미루          | 1992년 2월 23일(26세) | 24   | 0    | 레알 마드리드       |
| 6    | DF   | 필리피 루이스     | 1985년 8월 9일(32세)  | 33   | 2    | 아틀레티코 마드리드 |
| 7    | FW   | 도글라스 코스타   | 1990년 9월 14일(27세) | 25   | 3    | 유벤투스            |
| 8    | MF   | 헤나투 아우구스투 | 1988년 2월 8일(30세)  | 28   | 5    | 베이징 중허 궈안    |
| 9    | FW   | 가브리에우 제주스 | 1997년 4월 3일(21세)  | 17   | 10   | 맨체스터 시티       |
| 10   | FW   | 네이마르          | 1992년 2월 5일(26세)  | 85   | 55   | 파리 생제르맹       |
| 11   | MF   | 필리피 코치뉴     | 1992년 6월 12일(26세) | 37   | 10   | 바르셀로나          |
| 12   | DF   | 마르셀루 (주장)   | 1988년 5월 12일(30세) | 54   | 6    | 레알 마드리드       |
| 13   | DF   | 마르키뉴스        | 1994년 5월 14일(24세) | 26   | 0    | 파리 생제르맹       |
| 14   | DF   | 다닐루            | 1991년 7월 15일(26세) | 18   | 0    | 맨체스터 시티       |
| 15   | MF   | 파울리뉴          | 1988년 7월 25일(29세) | 50   | 12   | 바르셀로나          |
| 16   | GK   | 카시우            | 1987년 6월 6일(31세)  | 1    | 0    | 코린치앙스          |
| 17   | MF   | 페르난지뉴        | 1985년 5월 4일(33세)  | 44   | 2    | 맨체스터 시티       |
| 18   | MF   | 프레드            | 1993년 3월 5일(25세)  | 8    | 0    | 맨체스터 유나이티드 |
| 19   | MF   | 윌리앙            | 1988년 8월 9일(29세)  | 57   | 8    | 첼시                |
| 20   | FW   | 호베르투 피르미누 | 1991년 10월 2일(26세) | 21   | 6    | 리버풀              |
| 21   | FW   | 타이송            | 1988년 1월 13일(30세) | 8    | 1    | 샤흐타르 도네츠크   |
| 22   | DF   | 파그네르          | 1989년 6월 11일(29세) | 4    | 0    | 코린치앙스          |
| 23   | GK   | 이데르송          | 1993년 8월 17일(24세) | 1    | 0    | 맨체스터 시티       |

### 스위스
- 감독: 블라디미르 페트코비치
- 주장: 슈테판 리히트슈타이너

35인 예비 명단은 2018년 5월 25일에 발표되었고 최종 명단은 6월 4일에 발표되었다.
| 번호 | 위치 | 선수                         | 생년월일 (나이)        | 출전 | 득점 | 소속                      |
| ---- | ---- | ---------------------------- | ---------------------- | ---- | ---- | ------------------------- |
| 1    | GK   | 얀 조머                      | 1988년 12월 17일(29세) | 35   | 0    | 보루시아 묀헨글라트바흐   |
| 2    | DF   | 슈테판 리히트슈타이너 (주장) | 1984년 1월 16일(34세)  | 100  | 8    | 유벤투스                  |
| 3    | DF   | 프랑수아 무반제              | 1990년 6월 21일(27세)  | 18   | 0    | 툴루즈                    |
| 4    | DF   | 니코 엘베디                  | 1996년 9월 30일(21세)  | 6    | 0    | 보루시아 묀헨글라트바흐   |
| 5    | DF   | 마누엘 아칸지                | 1995년 7월 19일(22세)  | 7    | 0    | 보루시아 도르트문트       |
| 6    | DF   | 미하엘 랑                    | 1991년 2월 8일(27세)   | 24   | 2    | 바젤                      |
| 7    | FW   | 브릴 엠볼로                  | 1997년 2월 14일(21세)  | 25   | 3    | 샬케 04                   |
| 8    | MF   | 레모 프로일러                | 1992년 4월 15일(26세)  | 10   | 0    | 아탈란타                  |
| 9    | FW   | 하리스 세페로비치            | 1992년 2월 22일(26세)  | 51   | 12   | 벤피카                    |
| 10   | MF   | 그라니트 자카                | 1992년 9월 27일(25세)  | 62   | 9    | 아스널                    |
| 11   | MF   | 발론 베흐라미                | 1985년 4월 19일(33세)  | 79   | 2    | 우디네세                  |
| 12   | GK   | 이본 음보고                  | 1994년 6월 6일(24세)   | 0    | 0    | RB 라이프치히             |
| 13   | DF   | 리카르도 로드리게스          | 1992년 8월 25일(25세)  | 53   | 5    | 밀란                      |
| 14   | MF   | 슈테벤 추버                  | 1991년 8월 17일(26세)  | 12   | 3    | 1899 호펜하임             |
| 15   | MF   | 블레림 제마일리              | 1986년 4월 12일(32세)  | 65   | 9    | 볼로냐                    |
| 16   | MF   | 젤송 페르난드스              | 1986년 9월 2일(31세)   | 67   | 2    | 아인트라흐트 프랑크푸르트 |
| 17   | MF   | 데니스 자카리아              | 1996년 11월 20일(21세) | 10   | 0    | 보루시아 묀헨글라트바흐   |
| 18   | FW   | 마리오 가브라노비치          | 1989년 11월 24일(28세) | 14   | 5    | 디나모 자그레브           |
| 19   | FW   | 요시프 드르미치              | 1992년 8월 8일(25세)   | 29   | 9    | 보루시아 묀헨글라트바흐   |
| 20   | DF   | 요안 주루                    | 1987년 1월 18일(31세)  | 74   | 2    | 안탈리아스포르            |
| 21   | GK   | 로만 뷔어키                  | 1990년 11월 14일(27세) | 9    | 0    | 보루시아 도르트문트       |
| 22   | DF   | 파비안 셰어                  | 1991년 12월 20일(26세) | 39   | 7    | 데포르티보 라코루냐       |
| 23   | MF   | 제르단 샤치리                | 1991년 10월 10일(26세) | 70   | 20   | 스토크 시티               |

### 코스타리카
- 감독: 오스카르 라미레스
- 주장: 브라이언 루이스

2018년 5월 14일에 최종 명단이 발표되었다. 6월 15일, 로날드 마타리타는 부상으로 인해 선수 명단에서 제외되었고 케너 구티에레스로 교체되었다.
| 번호 | 위치 | 선수                   | 생년월일 (나이)        | 출전 | 득점 | 소속                |
| ---- | ---- | ---------------------- | ---------------------- | ---- | ---- | ------------------- |
| 1    | GK   | 케일로르 나바스        | 1986년 12월 15일(31세) | 81   | 0    | 레알 마드리드       |
| 2    | DF   | 호니 아코스타          | 1983년 7월 21일(34세)  | 69   | 2    | 리오네그로 아길라스 |
| 3    | DF   | 히안카를로 곤살레스    | 1988년 2월 8일(30세)   | 71   | 2    | 볼로냐              |
| 4    | DF   | 이안 스미스            | 1998년 3월 6일(20세)   | 4    | 0    | 노르셰핑            |
| 5    | MF   | 셀소 보르헤스          | 1988년 5월 27일(30세)  | 113  | 21   | 데포르티보 라코루냐 |
| 6    | DF   | 오스카르 두아르테      | 1989년 6월 3일(29세)   | 39   | 2    | 에스파뇰            |
| 7    | MF   | 크리스티안 볼라뇨스    | 1984년 5월 30일(34세)  | 81   | 6    | 사프리사            |
| 8    | DF   | 브리안 오비에도        | 1990년 2월 18일(28세)  | 44   | 1    | 선덜랜드            |
| 9    | MF   | 다니엘 콜린드레스      | 1985년 5월 28일(33세)  | 11   | 0    | 사프리사            |
| 10   | MF   | 브라이언 루이스 (주장) | 1985년 8월 18일(32세)  | 110  | 24   | 스포르팅 CP         |
| 11   | FW   | 호안 베네가스          | 1988년 11월 27일(29세) | 47   | 10   | 사프리사            |
| 12   | FW   | 조엘 캠벨              | 1992년 6월 26일(25세)  | 77   | 15   | 레알 베티스         |
| 13   | MF   | 로드니 월러스          | 1988년 6월 17일(29세)  | 30   | 4    | 뉴욕 시티           |
| 14   | MF   | 란달 아소페이파        | 1984년 12월 30일(33세) | 58   | 3    | 에레디아노          |
| 15   | DF   | 프란시스코 칼보        | 1992년 7월 8일(25세)   | 38   | 4    | 미네소타 유나이티드 |
| 16   | DF   | 크리스티안 감보아      | 1989년 10월 24일(28세) | 68   | 3    | 셀틱                |
| 17   | MF   | 옐친 테헤다            | 1992년 3월 17일(26세)  | 51   | 0    | 로잔                |
| 18   | GK   | 파트리크 펨베르톤      | 1982년 5월 24일(36세)  | 39   | 0    | 알라후엘렌세        |
| 19   | DF   | 켄달 와스톤            | 1988년 1월 1일(30세)   | 26   | 3    | 밴쿠버 화이트캡스   |
| 20   | MF   | 다비드 구스만          | 1990년 2월 18일(28세)  | 43   | 0    | 포틀랜드 팀버스     |
| 21   | FW   | 마르코 우레냐          | 1990년 3월 5일(28세)   | 64   | 15   | 브뢴뷔 IF           |
| 22   | DF   | 케너 구티에레스        | 1989년 6월 9일(29세)   | 9    | 0    | 알라후엘렌세        |
| 23   | GK   | 레오넬 모레이라        | 1990년 4월 2일(28세)   | 9    | 0    | 에레디아노          |

### 세르비아
- 감독: 믈라덴 크르스타이치
- 주장: 알렉산다르 콜라로브

27인 예비 명단은 2018년 5월 24일에 발표되었고 최종 명단은 6월 1일에 발표되었다.
| 번호 | 위치 | 선수                       | 생년월일 (나이)        | 출전 | 득점 | 소속                      |
| ---- | ---- | -------------------------- | ---------------------- | ---- | ---- | ------------------------- |
| 1    | GK   | 블라디미르 스토이코비치    | 1983년 7월 28일(34세)  | 81   | 0    | 파르티잔                  |
| 2    | DF   | 안토니오 루카비나          | 1984년 1월 26일(34세)  | 47   | 0    | 비야레알                  |
| 3    | DF   | 두슈코 토시치              | 1985년 1월 19일(33세)  | 24   | 1    | 베식타시                  |
| 4    | MF   | 루카 밀리보예비치          | 1991년 4월 7일(27세)   | 28   | 1    | 크리스털 팰리스           |
| 5    | DF   | 우로시 스파이치            | 1993년 2월 13일(25세)  | 5    | 0    | 안데를레흐트              |
| 6    | DF   | 브라니슬라브 이바노비치    | 1984년 2월 22일(34세)  | 103  | 13   | 제니트 상트페테르부르크   |
| 7    | MF   | 안드리야 지브코비치        | 1996년 7월 11일(21세)  | 10   | 0    | SL                        |
| 8    | FW   | 알렉산다르 프리요비치      | 1990년 4월 21일(28세)  | 9    | 1    | PAOK                      |
| 9    | FW   | 알렉산다르 미트로비치      | 1994년 9월 16일(23세)  | 37   | 16   | 풀럼                      |
| 10   | MF   | 두샨 타디치                | 1988년 11월 20일(29세) | 53   | 13   | 사우샘프턴                |
| 11   | DF   | 알렉산다르 콜라로브 (주장) | 1985년 11월 10일(32세) | 76   | 10   | AS                        |
| 12   | GK   | 프레드라그 라이코비치      | 1995년 10월 31일(22세) | 8    | 0    | 마카비 텔아비브 FC        |
| 13   | DF   | 밀로시 벨코비치            | 1995년 9월 26일(22세)  | 2    | 0    | 베르더 브레멘             |
| 14   | DF   | 밀란 로디치                | 1991년 4월 2일(27세)   | 1    | 0    | 츠르베나 즈베즈다         |
| 15   | DF   | 니콜라 밀렌코비치          | 1997년 10월 12일(20세) | 3    | 0    | 피오렌티나                |
| 16   | MF   | 마르코 그루이치            | 1996년 4월 13일(22세)  | 8    | 0    | 카디프 시티               |
| 17   | MF   | 필리프 코스티치            | 1992년 11월 1일(25세)  | 23   | 2    | 함부르크 SV               |
| 18   | FW   | 네마냐 라도니치            | 1996년 2월 15일(22세)  | 3    | 0    | 츠르베나 즈베즈다         |
| 19   | FW   | 루카 요비치                | 1997년 12월 23일(20세) | 1    | 0    | 아인트라흐트 프랑크푸르트 |
| 20   | MF   | 세르게이 밀린코비치사비치  | 1995년 2월 27일(23세)  | 4    | 0    | 라치오                    |
| 21   | MF   | 네마냐 마티치              | 1988년 8월 1일(29세)   | 40   | 2    | 맨체스터 유나이티드       |
| 22   | MF   | 아뎀 랴이치                | 1991년 9월 29일(26세)  | 29   | 6    | 토리노                    |
| 23   | GK   | 마르코 드미트로비치        | 1992년 1월 24일(26세)  | 2    | 0    | 에이바르                  |

## F조

### 독일
- 감독: 요아힘 뢰프
- 주장: 마누엘 노이어

27인 예비 명단은 2018년 5월 15일에 발표되었고 최종 명단은 6월 4일에 발표되었다.
| 번호 | 위치 | 선수                     | 생년월일 (나이)        | 출전 | 득점 | 소속                    |
| ---- | ---- | ------------------------ | ---------------------- | ---- | ---- | ----------------------- |
| 1    | GK   | 마누엘 노이어 (주장)     | 1986년 3월 27일(32세)  | 76   | 0    | 바이에른 뮌헨           |
| 2    | DF   | 마르빈 플라텐하르트      | 1992년 1월 26일(26세)  | 6    | 0    | 헤르타 BSC              |
| 3    | DF   | 요나스 헥토어            | 1990년 5월 27일(28세)  | 38   | 3    | 1. FC 쾰른              |
| 4    | DF   | 마티아스 긴터            | 1994년 1월 19일(24세)  | 18   | 0    | 보루시아 묀헨글라트바흐 |
| 5    | DF   | 마츠 후멜스              | 1988년 12월 16일(29세) | 64   | 5    | 바이에른 뮌헨           |
| 6    | MF   | 사미 케디라              | 1987년 4월 4일(31세)   | 75   | 7    | 유벤투스                |
| 7    | MF   | 율리안 드락슬러          | 1993년 9월 20일(24세)  | 44   | 6    | 파리 생제르맹           |
| 8    | MF   | 토니 크로스              | 1990년 1월 4일(28세)   | 83   | 12   | 레알 마드리드           |
| 9    | FW   | 티모 베르너              | 1996년 3월 6일(22세)   | 14   | 8    | RB 라이프치히           |
| 10   | MF   | 메수트 외질              | 1988년 10월 15일(29세) | 90   | 23   | 아스널                  |
| 11   | MF   | 마르코 로이스            | 1989년 5월 31일(29세)  | 31   | 9    | 보루시아 도르트문트     |
| 12   | GK   | 케빈 트라프              | 1990년 7월 8일(27세)   | 3    | 0    | 파리 생제르맹           |
| 13   | FW   | 토마스 뮐러              | 1989년 9월 13일(28세)  | 97   | 38   | 바이에른 뮌헨           |
| 14   | MF   | 레온 고레츠카            | 1995년 2월 6일(23세)   | 15   | 6    | 샬케 04                 |
| 15   | MF   | 니클라스 쥘레            | 1995년 9월 3일(22세)   | 11   | 0    | 바이에른 뮌헨           |
| 16   | DF   | 안토니오 뤼디거          | 1993년 3월 3일(25세)   | 24   | 1    | 첼시                    |
| 17   | DF   | 제롬 보아텡              | 1988년 9월 3일(29세)   | 77   | 1    | 바이에른 뮌헨           |
| 18   | DF   | 요주아 키미히            | 1995년 2월 8일(23세)   | 29   | 3    | 바이에른 뮌헨           |
| 19   | MF   | 제바스티안 루디          | 1990년 2월 28일(28세)  | 25   | 1    | 바이에른 뮌헨           |
| 20   | MF   | 율리안 브란트            | 1996년 5월 2일(22세)   | 16   | 1    | 바이어 레버쿠젠         |
| 21   | MF   | 일카이 귄도안            | 1990년 10월 24일(27세) | 26   | 4    | 맨체스터 시티           |
| 22   | GK   | 마르크안드레 테어 슈테겐 | 1992년 4월 30일(26세)  | 20   | 0    | 바르셀로나              |
| 23   | FW   | 마리오 고메스            | 1985년 7월 10일(32세)  | 75   | 31   | VfB 슈투트가르트        |

### 멕시코
- 감독:  후안 카를로스 오소리오
- 주장: 라파엘 마르케스

28인 예비 명단은 2018년 5월 13일에 발표되었고 5월 23일에 네스토르 아라우호의 부상으로 27인으로 축소되었다. 이후 6월 2일에 24인으로 축소되었고 최종 명단은 6월 4일에 발표되었다. 6월 13일, 디에고 레예스는 부상으로 인해 선수 명단에서 제외되었고 에리크 구티에레스로 교체되었다.
| 번호 | 위치 | 선수                   | 생년월일 (나이)        | 출전 | 득점 | 소속                      |
| ---- | ---- | ---------------------- | ---------------------- | ---- | ---- | ------------------------- |
| 1    | GK   | 호세 데 헤수스 코로나  | 1981년 1월 26일(37세)  | 52   | 0    | 크루스 아술               |
| 2    | DF   | 우고 아얄라            | 1987년 3월 31일(31세)  | 43   | 1    | UANL                      |
| 3    | DF   | 카를로스 살세도        | 1993년 9월 29일(24세)  | 21   | 0    | 아인트라흐트 프랑크푸르트 |
| 4    | DF   | 라파엘 마르케스 (주장) | 1979년 2월 13일(39세)  | 145  | 18   | 아틀라스                  |
| 5    | DF   | 에리크 구티에레스      | 1995년 6월 15일(22세)  | 9    | 0    | 파추카                    |
| 6    | MF   | 호나탄 도스 산토스     | 1990년 4월 26일(28세)  | 32   | 0    | LA 갤럭시                 |
| 7    | MF   | 미겔 라윤              | 1988년 6월 25일(29세)  | 64   | 6    | 세비야                    |
| 8    | FW   | 마르코 파비안          | 1989년 7월 21일(28세)  | 39   | 9    | 아인트라흐트 프랑크푸르트 |
| 9    | FW   | 라울 히메네스          | 1991년 5월 5일(27세)   | 63   | 13   | 벤피카                    |
| 10   | MF   | 조바니 도스 산토스     | 1989년 5월 11일(29세)  | 105  | 19   | LA 갤럭시                 |
| 11   | FW   | 카를로스 벨라          | 1989년 3월 1일(29세)   | 68   | 18   | 로스앤젤레스 FC           |
| 12   | GK   | 알프레도 탈라베라      | 1982년 9월 18일(35세)  | 27   | 0    | 톨루카                    |
| 13   | GK   | 기예르모 오초아        | 1985년 7월 13일(32세)  | 94   | 0    | 스탕다르 리에주           |
| 14   | FW   | 하비에르 에르난데스    | 1988년 6월 1일(30세)   | 102  | 49   | 웨스트햄                  |
| 15   | DF   | 엑토르 모레노          | 1988년 1월 17일(30세)  | 92   | 3    | 레알 소시에다드           |
| 16   | DF   | 엑토르 에레라          | 1990년 4월 19일(28세)  | 66   | 5    | 포르투                    |
| 17   | MF   | 헤수스 마누엘 코로나   | 1993년 1월 6일(25세)   | 36   | 7    | 포르투                    |
| 18   | MF   | 안드레스 과르다도      | 1986년 9월 28일(31세)  | 145  | 25   | 레알 베티스               |
| 19   | FW   | 오리베 페랄타          | 1984년 1월 12일(34세)  | 67   | 26   | 아메리카                  |
| 20   | MF   | 하비에르 아키노        | 1990년 2월 11일(28세)  | 53   | 0    | UANL                      |
| 21   | DF   | 에드손 알바레스        | 1997년 10월 24일(20세) | 13   | 1    | 아메리카                  |
| 22   | FW   | 이르빙 로사노          | 1995년 7월 30일(22세)  | 28   | 7    | PSV 에인트호번            |
| 23   | MF   | 헤수스 가야르도        | 1994년 8월 15일(23세)  | 23   | 0    | UNAM 데 푸마스            |

### 스웨덴
- 감독: 얀네 안데르손
- 주장: 안드레아스 그랑크비스트

2018년 5월 15일에 최종 명단이 발표되었다.
| 번호 | 위치 | 선수                           | 생년월일 (나이)        | 출전 | 득점 | 소속                |
| ---- | ---- | ------------------------------ | ---------------------- | ---- | ---- | ------------------- |
| 1    | GK   | 로빈 올센                      | 1990년 1월 8일(28세)   | 18   | 0    | 코펜하겐            |
| 2    | DF   | 미카엘 루스티그                | 1986년 12월 13일(31세) | 66   | 6    | 셀틱                |
| 3    | DF   | 빅토르 린델뢰프                | 1994년 7월 17일(23세)  | 21   | 1    | 맨체스터 유나이티드 |
| 4    | DF   | 안드레아스 그랑크비스트 (주장) | 1985년 4월 16일(33세)  | 72   | 6    | 크라스노다르        |
| 5    | DF   | 마르틴 올손                    | 1988년 5월 17일(30세)  | 43   | 5    | 스완지 시티         |
| 6    | DF   | 루드비그 아우구스틴손          | 1994년 4월 21일(24세)  | 15   | 0    | 베르더 브레멘       |
| 7    | MF   | 세바스티안 라르손              | 1985년 6월 6일(33세)   | 100  | 6    | 헐 시티             |
| 8    | MF   | 알빈 에크달                    | 1989년 7월 28일(28세)  | 34   | 0    | 함부르크 SV         |
| 9    | FW   | 마르쿠스 베리                  | 1986년 8월 17일(31세)  | 57   | 18   | 알아인              |
| 10   | MF   | 에밀 포르스베리                | 1991년 10월 23일(26세) | 36   | 6    | RB 라이프치히       |
| 11   | FW   | 욘 구이데티                    | 1992년 4월 15일(26세)  | 20   | 1    | 알라베스            |
| 12   | GK   | 칼요한 욘손                    | 1990년 1월 28일(28세)  | 5    | 0    | 갱강                |
| 13   | MF   | 구스타브 스벤손                | 1987년 2월 7일(31세)   | 13   | 0    | 시애틀 사운더스 FC  |
| 14   | DF   | 필리프 헬란데르                | 1993년 4월 22일(25세)  | 4    | 0    | 볼로냐              |
| 15   | MF   | 오스카르 힐리에마르크          | 1992년 6월 28일(25세)  | 22   | 2    | 제노아              |
| 16   | DF   | 에밀 크라프트                  | 1994년 8월 2일(23세)   | 13   | 0    | 볼로냐              |
| 17   | MF   | 빅토르 클라에손                | 1992년 1월 2일(26세)   | 22   | 3    | 크라스노다르        |
| 18   | DF   | 폰투스 얀손                    | 1991년 2월 13일(27세)  | 15   | 0    | 리즈 유나이티드     |
| 19   | MF   | 마르쿠스 로덴                  | 1991년 5월 11일(27세)  | 12   | 1    | 크로토네            |
| 20   | FW   | 올라 토이보넨                  | 1986년 7월 3일(31세)   | 59   | 13   | 툴루즈              |
| 21   | MF   | 지미 두르마즈                  | 1989년 3월 22일(29세)  | 45   | 3    | 툴루즈              |
| 22   | FW   | 이사크 키세 텔린               | 1992년 6월 24일(25세)  | 20   | 2    | 바슬란트-베베런     |
| 23   | GK   | 크리스토페르 노르드펠트        | 1989년 6월 23일(28세)  | 8    | 0    | 스완지 시티         |

### 대한민국
- 감독: 신태용
- 주장: 기성용

2018년 5월 14일에 28인의 예비 명단이 발표되었고, 5월 22일에 권창훈과 이근호의 부상으로 26인으로 축소되었다. 6월 2일에 최종 명단이 발표되었으며, 이청용, 김진수(부상), 권경원이 탈락하였다.
| 번호 | 위치 | 선수          | 생년월일 (나이)        | 출전 | 득점 | 소속              |
| ---- | ---- | ------------- | ---------------------- | ---- | ---- | ----------------- |
| 1    | GK   | 김승규        | 1990년 9월 30일(27세)  | 33   | 0    | 비셀 고베         |
| 2    | DF   | 이용          | 1986년 12월 24일(31세) | 28   | 0    | 전북 현대 모터스  |
| 3    | DF   | 정승현        | 1994년 4월 3일(24세)   | 6    | 0    | 사간 도스         |
| 4    | DF   | 오반석        | 1988년 5월 20일(30세)  | 2    | 0    | 제주 유나이티드   |
| 5    | DF   | 윤영선        | 1988년 10월 4일(29세)  | 6    | 0    | 성남 FC           |
| 6    | DF   | 박주호        | 1987년 1월 16일(31세)  | 36   | 0    | 울산 현대         |
| 7    | FW   | 손흥민        | 1992년 7월 8일(25세)   | 67   | 21   | 토트넘 홋스퍼     |
| 8    | MF   | 주세종        | 1990년 10월 30일(27세) | 11   | 4    | 아산 무궁화       |
| 9    | FW   | 김신욱        | 1988년 4월 14일(30세)  | 50   | 19   | 전북 현대 모터스  |
| 10   | MF   | 이승우        | 1998년 1월 6일(20세)   | 4    | 0    | 엘라스 베로나     |
| 11   | FW   | 황희찬        | 1996년 1월 26일(22세)  | 14   | 6    | 레드불 잘츠부르크 |
| 12   | DF   | 김민우        | 1990년 2월 25일(28세)  | 20   | 1    | 상주 상무         |
| 13   | MF   | 구자철        | 1989년 2월 27일(29세)  | 68   | 19   | FC 아우크스부르크 |
| 14   | DF   | 홍철          | 1990년 9월 17일(27세)  | 14   | 0    | 상주 상무         |
| 15   | MF   | 정우영        | 1989년 12월 14일(28세) | 30   | 1    | 비셀 고베         |
| 16   | MF   | 기성용 (주장) | 1989년 1월 24일(29세)  | 102  | 10   | 뉴캐슬            |
| 17   | MF   | 이재성        | 1992년 8월 10일(25세)  | 35   | 6    | 홀슈타인킬        |
| 18   | MF   | 문선민        | 1992년 6월 9일(26세)   | 3    | 1    | 인천 유나이티드   |
| 19   | DF   | 김영권        | 1990년 2월 27일(28세)  | 53   | 2    | 광저우 에버그란데 |
| 20   | DF   | 장현수        | 1991년 9월 28일(26세)  | 51   | 3    | FC 도쿄           |
| 21   | GK   | 김진현        | 1987년 7월 6일(30세)   | 15   | 0    | 세레소 오사카     |
| 22   | DF   | 고요한        | 1988년 3월 10일(30세)  | 20   | 0    | FC 서울           |
| 23   | GK   | 조현우        | 1991년 9월 25일(26세)  | 6    | 0    | 대구 FC           |

## G조

### 벨기에
- 감독:  로베르토 마르티네스
- 주장: 에덴 아자르

28인 예비 명단은 2018년 5월 21일에 발표되었고 최종 명단은 6월 4일에 발표되었다.
| 번호 | 위치 | 선수                | 생년월일 (나이)        | 출전 | 득점 | 소속                    |
| ---- | ---- | ------------------- | ---------------------- | ---- | ---- | ----------------------- |
| 1    | GK   | 티보 쿠르투아       | 1992년 5월 11일(26세)  | 58   | 0    | 첼시                    |
| 2    | DF   | 토비 알데르베이럴트 | 1989년 3월 2일(29세)   | 74   | 3    | 토트넘 홋스퍼           |
| 3    | DF   | 토마스 페르말런     | 1985년 11월 14일(32세) | 64   | 1    | 바르셀로나              |
| 4    | DF   | 뱅상 콩파니         | 1986년 4월 10일(32세)  | 74   | 4    | 맨체스터 시티           |
| 5    | DF   | 얀 페르통언         | 1987년 4월 24일(31세)  | 102  | 8    | 토트넘 홋스퍼           |
| 6    | MF   | 악셀 위첼           | 1989년 1월 12일(29세)  | 87   | 9    | 톈진 취안젠             |
| 7    | MF   | 케빈 더 브라위너    | 1991년 6월 28일(26세)  | 59   | 13   | 맨체스터 시티           |
| 8    | MF   | 마루안 펠라이니     | 1987년 11월 22일(30세) | 80   | 17   | 맨체스터 유나이티드     |
| 9    | FW   | 로멜루 루카쿠       | 1993년 5월 13일(25세)  | 66   | 33   | 맨체스터 유나이티드     |
| 10   | FW   | 에덴 아자르 (주장)  | 1991년 1월 7일(27세)   | 84   | 22   | 첼시                    |
| 11   | MF   | 야니크 카라스코     | 1993년 9월 4일(24세)   | 25   | 5    | 다롄 이팡               |
| 12   | GK   | 시몽 미뇰레         | 1988년 3월 6일(30세)   | 21   | 0    | 리버풀                  |
| 13   | GK   | 쿤 카스테일스       | 1992년 6월 25일(25세)  | 0    | 0    | VfL 볼프스부르크        |
| 14   | FW   | 드리스 메르턴스     | 1987년 5월 6일(31세)   | 67   | 14   | 나폴리                  |
| 15   | DF   | 토마 뫼니에         | 1991년 9월 12일(26세)  | 25   | 5    | 파리 생제르맹           |
| 16   | MF   | 토르강 아자르       | 1993년 3월 29일(25세)  | 10   | 1    | 보루시아 묀헨글라트바흐 |
| 17   | MF   | 유리 틸레만스       | 1997년 5월 7일(21세)   | 8    | 0    | 모나코                  |
| 18   | FW   | 아드난 야누자이     | 1995년 2월 5일(23세)   | 8    | 0    | 레알 소시에다드         |
| 19   | MF   | 무사 뎀벨레         | 1987년 7월 16일(30세)  | 75   | 5    | 토트넘 홋스퍼           |
| 20   | DF   | 데드리크 보야타     | 1990년 11월 28일(27세) | 7    | 0    | 셀틱                    |
| 21   | FW   | 미키 바추아이       | 1993년 10월 2일(24세)  | 15   | 6    | 보루시아 도르트문트     |
| 22   | MF   | 나세르 샤들리       | 1989년 8월 2일(28세)   | 43   | 4    | 웨스트브로미치 앨비언   |
| 23   | DF   | 레안더르 덴동커르   | 1995년 4월 15일(23세)  | 5    | 0    | 안데를레흐트            |

### 파나마
- 감독:  에르난 다리오 고메스
- 주장: 펠리페 발로이

35인 예비 명단은 2018년 5월 14일에 발표되었고 최종 명단은 5월 30일에 발표되었다. 6월 6일, 알베르토 킨테로는 부상으로 인해 선수 명단에서 제외되었고 리카르도 아빌라로 교체되었다.
| 번호 | 위치 | 선수                   | 생년월일 (나이)        | 출전 | 득점 | 소속                   |
| ---- | ---- | ---------------------- | ---------------------- | ---- | ---- | ---------------------- |
| 1    | GK   | 하이메 페네도          | 1981년 9월 26일(36세)  | 131  | 0    | 디나모 부쿠레슈티      |
| 2    | DF   | 마이켈 아미르 무리요   | 1996년 2월 11일(22세)  | 22   | 2    | 뉴욕 레드불스          |
| 3    | DF   | 하롤드 커밍스          | 1992년 3월 1일(26세)   | 52   | 0    | 새너제이 어스퀘이크스  |
| 4    | DF   | 피델 에스코바르        | 1995년 1월 9일(23세)   | 23   | 1    | 뉴욕 레드불스          |
| 5    | DF   | 로만 토레스            | 1986년 3월 20일(32세)  | 111  | 10   | 시애틀 사운더스 FC     |
| 6    | MF   | 가브리엘 고메스        | 1984년 5월 29일(34세)  | 144  | 12   | 아틀레티코 부카라망가  |
| 7    | FW   | 블라스 페레스          | 1981년 3월 13일(37세)  | 118  | 43   | 무니시팔               |
| 8    | MF   | 에드가르 바르세나스    | 1993년 10월 23일(24세) | 29   | 0    | 타파출라               |
| 9    | FW   | 가브리엘 토레스        | 1988년 10월 31일(29세) | 72   | 14   | 우아치파토             |
| 10   | FW   | 이스마엘 디아스        | 1997년 5월 12일(21세)  | 11   | 2    | 데포르티보 파브릴      |
| 11   | MF   | 아르만도 쿠퍼          | 1987년 11월 26일(30세) | 98   | 7    | 우니베르시다드 데 칠레 |
| 12   | GK   | 호세 칼데론            | 1985년 8월 14일(32세)  | 31   | 0    | 초릴로                 |
| 13   | DF   | 아돌포 마차도          | 1985년 2월 14일(33세)  | 76   | 1    | 휴스턴 다이너모        |
| 14   | MF   | 발렌틴 피멘텔          | 1991년 5월 30일(27세)  | 23   | 1    | 플라사 아마도르        |
| 15   | DF   | 에릭 다비스            | 1991년 3월 31일(27세)  | 38   | 0    | 두나이스카스트레다     |
| 16   | FW   | 압디엘 아로요          | 1993년 12월 13일(24세) | 33   | 5    | 알라후엘렌세           |
| 17   | DF   | 루이스 오바예          | 1988년 9월 7일(29세)   | 25   | 0    | 올림피아               |
| 18   | FW   | 루이스 테하다          | 1982년 3월 28일(36세)  | 105  | 43   | 스포르트 보이스        |
| 19   | MF   | 리카르도 아빌라        | 1997년 2월 4일(21세)   | 5    | 0    | 헨트                   |
| 20   | MF   | 아니발 고도이          | 1990년 2월 10일(28세)  | 59   | 2    | 새너제이 어스퀘이크스  |
| 21   | MF   | 호세 루이스 로드리게스 | 1998년 6월 19일(19세)  | 2    | 0    | 헨트                   |
| 22   | GK   | 알렉스 로드리게스      | 1990년 8월 5일(27세)   | 6    | 0    | 산프란시스코           |
| 23   | DF   | 펠리페 발로이 (주장)   | 1981년 2월 24일(37세)  | 102  | 3    | 무니시팔               |

### 튀니지
- 감독: 나빌 말룰
- 주장: 아이멘 마틀루티

29인 예비 명단은 2018년 5월 14일에 발표되었고 최종 명단은 6월 2일에 발표되었다.
| 번호 | 위치 | 선수                      | 생년월일 (나이)        | 출전 | 득점 | 소속            |
| ---- | ---- | ------------------------- | ---------------------- | ---- | ---- | --------------- |
| 1    | GK   | 파루크 벤 무스타파        | 1989년 7월 1일(28세)   | 15   | 0    | 알샤바브        |
| 2    | DF   | 시암 벤 유세프            | 1989년 3월 31일(29세)  | 42   | 1    | 카슴파샤        |
| 3    | DF   | 요안 베날루안             | 1987년 3월 28일(31세)  | 4    | 0    | 레스터 시티     |
| 4    | DF   | 야신 메리아               | 1993년 7월 2일(24세)   | 16   | 1    | CS 스팍시엔     |
| 5    | DF   | 우사마 하다디             | 1992년 1월 28일(26세)  | 9    | 0    | 디종            |
| 6    | DF   | 라미 베두이               | 1990년 1월 19일(28세)  | 8    | 0    | 에투알 뒤 사엘  |
| 7    | FW   | 사이프 에딘 카우이        | 1995년 4월 27일(23세)  | 5    | 0    | 트루아          |
| 8    | FW   | 파크레딘 벤 유세프        | 1991년 6월 23일(26세)  | 39   | 5    | 이티파크        |
| 9    | MF   | 아니스 바드리             | 1990년 9월 18일(27세)  | 7    | 2    | 에스페랑스      |
| 10   | FW   | 와흐비 카즈리             | 1991년 2월 8일(27세)   | 35   | 12   | 렌              |
| 11   | DF   | 딜랑 브론                 | 1995년 6월 19일(22세)  | 5    | 0    | 헨트            |
| 12   | DF   | 알리 말룰                 | 1990년 1월 1일(28세)   | 46   | 0    | 알아흘리        |
| 13   | MF   | 페르자니 사시             | 1992년 3월 18일(26세)  | 39   | 3    | 알나스르        |
| 14   | MF   | 모하메드 아미네 벤 아모르 | 1992년 5월 3일(26세)   | 26   | 1    | 알아흘리        |
| 15   | FW   | 아메드 칼릴               | 1994년 12월 21일(23세) | 3    | 0    | 클뢰브 아프리캥 |
| 16   | GK   | 아이멘 마틀루티 (주장)    | 1984년 9월 14일(33세)  | 70   | 0    | 알바틴          |
| 17   | MF   | 엘리에스 스키리           | 1995년 5월 10일(23세)  | 5    | 0    | 몽펠리에        |
| 18   | FW   | 바셈 스라르피             | 1997년 6월 25일(20세)  | 5    | 0    | 니스            |
| 19   | FW   | 자베르 칼리파             | 1986년 10월 14일(31세) | 44   | 7    | 클뢰브 아프리캥 |
| 20   | FW   | 가일렌 찰랄리             | 1994년 2월 28일(24세)  | 6    | 1    | 에스페랑스      |
| 21   | DF   | 함디 나구에즈             | 1992년 10월 28일(25세) | 15   | 0    | 자말레크        |
| 22   | GK   | 무에즈 하센               | 1995년 3월 5일(23세)   | 3    | 0    | 샤토루          |
| 23   | FW   | 나임 슬리티               | 1992년 7월 27일(25세)  | 17   | 3    | 디종            |

### 잉글랜드
- 감독: 개러스 사우스게이트
- 주장: 해리 케인

2018년 5월 16일에 최종 명단이 발표되었다.
| 번호 | 위치 | 선수                  | 생년월일 (나이)        | 출전 | 득점 | 소속                |
| ---- | ---- | --------------------- | ---------------------- | ---- | ---- | ------------------- |
| 1    | GK   | 조던 픽퍼드           | 1994년 3월 7일(24세)   | 3    | 0    | 에버튼              |
| 2    | DF   | 카일 워커             | 1990년 5월 28일(28세)  | 35   | 0    | 맨체스터 시티       |
| 3    | DF   | 대니 로즈             | 1990년 7월 2일(27세)   | 18   | 0    | 토트넘 홋스퍼       |
| 4    | MF   | 에릭 다이어           | 1994년 1월 15일(24세)  | 26   | 3    | 토트넘 홋스퍼       |
| 5    | DF   | 존 스톤스             | 1994년 5월 28일(24세)  | 26   | 0    | 맨체스터 시티       |
| 6    | DF   | 해리 매과이어         | 1993년 3월 5일(25세)   | 5    | 0    | 레스터 시티         |
| 7    | MF   | 제시 린가드           | 1992년 12월 15일(25세) | 12   | 1    | 맨체스터 유나이티드 |
| 8    | MF   | 조던 헨더슨           | 1990년 6월 17일(27세)  | 39   | 0    | 리버풀              |
| 9    | FW   | 해리 케인 (주장)      | 1993년 7월 28일(24세)  | 24   | 13   | 토트넘 홋스퍼       |
| 10   | FW   | 라힘 스털링           | 1994년 12월 8일(23세)  | 38   | 2    | 맨체스터 시티       |
| 11   | FW   | 제이미 바디           | 1987년 1월 11일(31세)  | 22   | 7    | 레스터 시티         |
| 12   | DF   | 키어런 트리피어       | 1990년 9월 19일(27세)  | 7    | 0    | 토트넘 홋스퍼       |
| 13   | GK   | 잭 버틀랜드           | 1993년 3월 10일(25세)  | 8    | 0    | 스토크 시티         |
| 14   | FW   | 대니 웰벡             | 1990년 11월 26일(27세) | 39   | 16   | 아스널              |
| 15   | DF   | 게리 케이힐           | 1985년 12월 19일(32세) | 60   | 5    | 첼시                |
| 16   | DF   | 필 존스               | 1992년 2월 21일(26세)  | 25   | 0    | 맨체스터 유나이티드 |
| 17   | DF   | 파비안 델프           | 1989년 11월 21일(28세) | 11   | 0    | 맨체스터 시티       |
| 18   | DF   | 애슐리 영             | 1985년 7월 9일(32세)   | 34   | 7    | 맨체스터 유나이티드 |
| 19   | FW   | 마커스 래시퍼드       | 1997년 10월 31일(20세) | 19   | 3    | 맨체스터 유나이티드 |
| 20   | MF   | 델레 알리             | 1996년 4월 11일(22세)  | 25   | 2    | 토트넘 홋스퍼       |
| 21   | MF   | 루번 로프터스치크     | 1996년 1월 23일(22세)  | 4    | 0    | 크리스털 팰리스     |
| 22   | DF   | 트렌트 알렉산더아널드 | 1998년 10월 7일(19세)  | 1    | 0    | 리버풀              |
| 23   | GK   | 닉 포프               | 1992년 4월 19일(26세)  | 1    | 0    | 번리                |

## H조

### 폴란드
- 감독: 아담 나바우카
- 주장: 로베르트 레반도프스키

35인 예비 명단은 2018년 5월 11일에 발표되었고 5월 18일에 32명으로 축소되었다. 최종 명단은 6월 4일에 발표되었다.
| 번호 | 위치 | 선수                         | 생년월일 (나이)        | 출전 | 득점 | 소속                  |
| ---- | ---- | ---------------------------- | ---------------------- | ---- | ---- | --------------------- |
| 1    | GK   | 보이치에흐 슈쳉스니          | 1990년 4월 18일(28세)  | 35   | 0    | 유벤투스              |
| 2    | DF   | 미하우 파즈단                | 1987년 9월 21일(30세)  | 33   | 0    | 레기아 바르샤바       |
| 3    | DF   | 아르투르 옝제이치크          | 1987년 11월 4일(30세)  | 36   | 3    | 레기아 바르샤바       |
| 4    | DF   | 치아구 시오네크              | 1986년 4월 21일(32세)  | 19   | 0    | SPAL                  |
| 5    | DF   | 얀 베드나레크                | 1996년 4월 12일(22세)  | 3    | 0    | 사우샘프턴            |
| 6    | MF   | 야체크 구랄스키              | 1992년 9월 21일(25세)  | 5    | 0    | 루도고레츠 라즈그라드 |
| 7    | FW   | 아르카디우시 밀리크          | 1994년 2월 28일(24세)  | 40   | 12   | 나폴리                |
| 8    | MF   | 카롤 리네티                  | 1995년 2월 2일(23세)   | 20   | 1    | 삼프도리아            |
| 9    | FW   | 로베르트 레반도프스키 (주장) | 1988년 8월 21일(29세)  | 95   | 55   | 바이에른 뮌헨         |
| 10   | MF   | 그제고시 크리호비아크        | 1990년 1월 29일(28세)  | 51   | 2    | 웨스트브로미치 앨비언 |
| 11   | MF   | 카밀 그로시츠키              | 1988년 6월 8일(30세)   | 57   | 12   | 헐 시티               |
| 12   | GK   | 바르토시 비아우코프스키      | 1987년 7월 6일(30세)   | 1    | 0    | 입스위치 타운         |
| 13   | MF   | 마치에이 리부스              | 1989년 8월 19일(28세)  | 51   | 2    | 로코모티프 모스크바   |
| 14   | FW   | 우카시 테오도르치크          | 1991년 6월 3일(27세)   | 17   | 4    | 안데를레흐트          |
| 15   | DF   | 카밀 글리크                  | 1988년 2월 3일(30세)   | 57   | 4    | 모나코                |
| 16   | MF   | 야쿠프 브와슈치코프스키      | 1985년 12월 14일(32세) | 99   | 20   | VfL 볼프스부르크      |
| 17   | MF   | 스와보미르 페슈코            | 1985년 2월 19일(33세)  | 43   | 2    | 레히아 그단스크       |
| 18   | DF   | 바르토시 비아우코프스키      | 1992년 7월 12일(25세)  | 8    | 0    | 삼프도리아            |
| 19   | MF   | 피오트르 지엘린스키          | 1994년 5월 20일(24세)  | 33   | 5    | 나폴리                |
| 20   | DF   | 우카시 피슈체크              | 1985년 6월 3일(33세)   | 63   | 3    | 보루시아 도르트문트   |
| 21   | MF   | 라파우 쿠자바                | 1993년 1월 29일(25세)  | 3    | 0    | 구르니크 자브제       |
| 22   | GK   | 우카시 파비안스키            | 1985년 4월 18일(33세)  | 45   | 0    | 스완지 시티           |
| 23   | FW   | 다비트 코브나츠키            | 1997년 3월 14일(21세)  | 2    | 1    | 삼프도리아            |

### 세네갈
- 감독: 알리우 시세
- 주장: 셰이쿠 쿠야테

2018년 5월 17일에 최종 명단이 발표되었다.
| 번호 | 위치 | 선수                 | 생년월일 (나이)        | 출전 | 득점 | 소속                |
| ---- | ---- | -------------------- | ---------------------- | ---- | ---- | ------------------- |
| 1    | GK   | 압둘라예 디알로      | 1992년 3월 30일(26세)  | 17   | 0    | 렌                  |
| 2    | DF   | 살리우 시스          | 1989년 9월 15일(28세)  | 18   | 0    | 발랑시엔            |
| 3    | DF   | 칼리두 쿨리발리      | 1991년 6월 20일(26세)  | 26   | 0    | 나폴리              |
| 4    | DF   | 카라 음보지          | 1989년 11월 11일(28세) | 52   | 5    | 안데를레흐트        |
| 5    | MF   | 이드리사 게예        | 1989년 9월 26일(28세)  | 61   | 1    | 에버튼              |
| 6    | DF   | 살리프 사네          | 1990년 8월 25일(27세)  | 22   | 0    | 하노버 96           |
| 7    | FW   | 무사 소우            | 1986년 1월 19일(32세)  | 51   | 18   | 부르사스포르        |
| 8    | DF   | 셰이쿠 쿠야테 (주장) | 1989년 12월 21일(28세) | 48   | 2    | 웨스트햄 유나이티드 |
| 9    | FW   | 맘 비람 디우프       | 1987년 12월 16일(30세) | 49   | 10   | 스토크 시티         |
| 10   | FW   | 사디오 마네          | 1992년 4월 10일(26세)  | 53   | 14   | 리버풀              |
| 11   | MF   | 셰이크 은도예        | 1986년 3월 29일(32세)  | 26   | 3    | 버밍엄 시티         |
| 12   | DF   | 유수프 사발리        | 1993년 3월 5일(25세)   | 5    | 0    | 보르도              |
| 13   | MF   | 알프레드 은디아예    | 1990년 3월 6일(28세)   | 21   | 0    | 울버햄프턴          |
| 14   | FW   | 파프 무사 코나테     | 1993년 4월 3일(25세)   | 28   | 10   | 아미앵              |
| 15   | FW   | 디아프라 사코        | 1989년 12월 24일(28세) | 12   | 3    | 렌                  |
| 16   | GK   | 카디마 은디아예      | 1984년 11월 30일(33세) | 26   | 0    | 호로야              |
| 17   | MF   | 바두 은디아예        | 1990년 10월 27일(27세) | 20   | 1    | 스토크 시티         |
| 18   | FW   | 이스마일라 사르      | 1998년 2월 25일(20세)  | 16   | 3    | 렌                  |
| 19   | FW   | 음바예 니앙          | 1994년 12월 19일(23세) | 7    | 0    | 토리노              |
| 20   | FW   | 케이타 발데          | 1995년 3월 8일(23세)   | 19   | 3    | 모나코              |
| 21   | DF   | 라민 가사마          | 1989년 10월 20일(28세) | 36   | 0    | 알라니아스포르      |
| 22   | DF   | 무사 와귀에          | 1998년 10월 4일(19세)  | 10   | 0    | 오이펜              |
| 23   | GK   | 알프레드 고미스      | 1993년 9월 5일(24세)   | 1    | 0    | SPAL                |

### 콜롬비아
- 감독:  호세 페케르만
- 주장: 라다멜 팔카오

35인 예비 명단은 2018년 5월 14일에 발표되었고 최종 명단은 6월 4일에 발표되었다. 6월 6일, 프란크 파브라는 부상으로 인해 선수 명단에서 제외되었고 파리드 디아스로 교체되었다.
| 번호 | 위치 | 선수                   | 생년월일 (나이)        | 출전 | 득점 | 소속                   |
| ---- | ---- | ---------------------- | ---------------------- | ---- | ---- | ---------------------- |
| 1    | GK   | 다비드 오스피나        | 1988년 8월 31일(29세)  | 86   | 0    | 아스널                 |
| 2    | DF   | 크리스티안 사파타      | 1986년 9월 30일(31세)  | 55   | 2    | 밀란                   |
| 3    | DF   | 오스카 무리요          | 1988년 4월 18일(30세)  | 13   | 0    | 파추카                 |
| 4    | DF   | 산티아고 아리아스      | 1992년 1월 13일(26세)  | 41   | 0    | PSV 에인트호번         |
| 5    | MF   | 윌마르 바리오스        | 1993년 10월 16일(24세) | 10   | 0    | 보카 주니어스          |
| 6    | MF   | 카를로스 산체스        | 1986년 2월 6일(32세)   | 85   | 0    | 에스파뇰               |
| 7    | FW   | 카를로스 바카          | 1986년 9월 8일(31세)   | 45   | 14   | 비야레알               |
| 8    | MF   | 아벨 아길라르          | 1985년 1월 6일(33세)   | 70   | 7    | 데포르티보 칼리        |
| 9    | FW   | 라다멜 팔카오 (주장)   | 1986년 2월 10일(32세)  | 73   | 29   | 모나코                 |
| 10   | MF   | 하메스 로드리게스      | 1991년 7월 12일(26세)  | 63   | 21   | 바이에른 뮌헨          |
| 11   | MF   | 후안 콰드라도          | 1988년 5월 26일(30세)  | 70   | 7    | 유벤투스               |
| 12   | GK   | 카밀로 바르가스        | 1989년 3월 9일(29세)   | 5    | 0    | 데포르티보 칼리        |
| 13   | DF   | 예리 미나              | 1994년 9월 23일(23세)  | 12   | 3    | 바르셀로나             |
| 14   | FW   | 루이스 무리엘          | 1991년 4월 16일(27세)  | 18   | 2    | 세비야                 |
| 15   | MF   | 마테우스 우리베        | 1991년 3월 21일(27세)  | 8    | 0    | 아메리카               |
| 16   | MF   | 제퍼슨 레르마          | 1994년 10월 25일(23세) | 5    | 0    | 레반테                 |
| 17   | DF   | 요한 모이카            | 1992년 8월 21일(25세)  | 4    | 1    | 지로나                 |
| 18   | DF   | 파리드 디아스          | 1983년 7월 20일(34세)  | 13   | 0    | 올림피아               |
| 19   | FW   | 미겔 보르하            | 1993년 1월 26일(25세)  | 7    | 2    | 파우메이라스           |
| 20   | MF   | 후안 페르난도 킨테로   | 1993년 1월 18일(25세)  | 15   | 2    | 리버 플레이트          |
| 21   | FW   | 호세 이스키에르도      | 1992년 7월 7일(25세)   | 5    | 1    | 브라이턴 & 호브 앨비언 |
| 22   | GK   | 호세 페르난도 콰드라도 | 1985년 6월 1일(33세)   | 1    | 0    | 온세 칼다스            |
| 23   | DF   | 다빈손 산체스          | 1996년 6월 12일(22세)  | 9    | 0    | 토트넘 홋스퍼          |

### 일본
- 감독: 니시노 아키라
- 주장: 하세베 마코토

27인 예비 명단은 2018년 5월 18일에 발표되었고 최종 명단은 5월 31일에 발표되었다.
| 번호 | 위치 | 선수                 | 생년월일 (나이)        | 출전 | 득점 | 소속                      |
| ---- | ---- | -------------------- | ---------------------- | ---- | ---- | ------------------------- |
| 1    | GK   | 가와시마 에이지      | 1983년 3월 20일(35세)  | 84   | 0    | 메스                      |
| 2    | DF   | 우에다 나오미치      | 1994년 10월 24일(23세) | 4    | 0    | 가시마 앤틀러스           |
| 3    | DF   | 쇼지 겐              | 1992년 12월 11일(25세) | 11   | 1    | 가시마 앤틀러스           |
| 4    | MF   | 혼다 게이스케        | 1986년 6월 13일(32세)  | 95   | 36   | 파추카                    |
| 5    | DF   | 나가토모 유토        | 1986년 9월 12일(31세)  | 105  | 3    | 갈라타사라이              |
| 6    | DF   | 엔도 와타루          | 1993년 2월 9일(25세)   | 12   | 0    | 우라와 레드 다이아몬즈    |
| 7    | MF   | 시바사키 가쿠        | 1992년 5월 28일(26세)  | 18   | 3    | 헤타페                    |
| 8    | MF   | 하라구치 겐키        | 1991년 5월 9일(27세)   | 33   | 6    | 포르투나 뒤셀도르프       |
| 9    | FW   | 오카자키 신지        | 1986년 4월 16일(32세)  | 113  | 50   | 레스터 시티               |
| 10   | MF   | 가가와 신지          | 1989년 3월 17일(29세)  | 92   | 30   | 보루시아 도르트문트       |
| 11   | MF   | 우사미 다카시        | 1992년 5월 6일(26세)   | 24   | 3    | 포르투나 뒤셀도르프       |
| 12   | GK   | 히가시구치 마사아키  | 1986년 5월 12일(32세)  | 5    | 0    | 감바 오사카               |
| 13   | FW   | 무토 요시노리        | 1992년 7월 15일(25세)  | 24   | 2    | 마인츠 05                 |
| 14   | MF   | 이누이 다카시        | 1988년 6월 2일(30세)   | 27   | 4    | 에이바르                  |
| 15   | FW   | 오사코 유야          | 1990년 5월 18일(28세)  | 29   | 7    | 쾰른                      |
| 16   | MF   | 야마구치 호타루      | 1990년 10월 6일(27세)  | 42   | 2    | 세레소 오사카             |
| 17   | MF   | 하세베 마코토 (주장) | 1984년 1월 18일(34세)  | 110  | 2    | 아인트라흐트 프랑크푸르트 |
| 18   | MF   | 오시마 료타          | 1993년 1월 23일(25세)  | 5    | 0    | 가와사키 프론탈레         |
| 19   | DF   | 사카이 히로키        | 1990년 4월 12일(28세)  | 43   | 0    | 마르세유                  |
| 20   | DF   | 마키노 도모아키      | 1987년 5월 11일(31세)  | 32   | 4    | 우라와 레드 다이아몬즈    |
| 21   | DF   | 사카이 고토쿠        | 1991년 3월 14일(27세)  | 41   | 0    | 함부르크 SV               |
| 22   | DF   | 요시다 마야          | 1988년 8월 24일(29세)  | 82   | 10   | 사우샘프턴                |
| 23   | GK   | 나카무라 고스케      | 1995년 2월 27일(23세)  | 4    | 0    | 가시와 레이솔             |